# Gourdon (Lot)
Pour les articles homonymes, voir Gourdon.
Gourdon (en occitan : Gordon, prononcer : [ɡuɾ'du]) est une commune française située dans le nord-ouest du département du Lot, en région Occitanie.
Elle est également dans la Bouriane, une région naturelle sablonneuse et collinaire couverte de forêt avec comme essence principale des châtaigniers.
Exposée à un climat océanique altéré, elle est drainée par le Céou, la Melve, le Bléou, la Marcillande, le ruisseau de Saint-Clair et par divers autres petits cours d'eau. Incluse dans le bassin de la Dordogne, la commune possède un patrimoine naturel remarquable composé de deux zones naturelles d'intérêt écologique, faunistique et floristique.
Gourdon est une commune rurale qui compte 4 080 habitants en 2022. Elle est ville-centre de l'unité urbaine de Gourdon et fait partie de l'aire d'attraction de Gourdon. C'est la troisième ville du Lot, derrière Cahors (20 000 habitants) et Figeac (10 000 habitants). Ses habitants sont appelés les Gourdonnais ou  Gourdonnaises.
La cité chef-lieu de la commune de Gourdon est construite sur une remarquable colline acropole qui domine le pays environnant, la Bouriane, à plus de vingt kilomètres à la ronde. Elle a porté le donjon ou dominium d'une des plus puissantes familles féodales du Quercy, les Fortaniers de Gourdon.

## Géographie

### Localisation
Commune située au centre d'une petite aire urbaine, entre le causse de Gramat et le Périgord, dans une région sablonneuse nommée la Bouriane, Gourdon est à 45 km de Cahors, 25 km de Sarlat et 75 km de Brive-la-Gaillarde.

### Communes limitrophes
Les communes limitrophes sont Anglars-Nozac, Concorès, Dégagnac, Léobard, Payrignac, Saint-Cirq-Souillaguet, Saint-Clair et Le Vigan-en-Quercy.
| Payrignac | Anglars-Nozac         |                        |
| Léobard   | Gourdon               | Le Vigan               |
| Dégagnac  | Concorès, Saint-Clair | Saint-Cirq-Souillaguet |

### Hydrographie
Gourdon est traversée par le Bléou, c'est ici que naît la Marcillande et est aussi limitée au sud-est par le Céou.

### Géologie et relief
La superficie de la commune est de 4 600 hectares ; son altitude varie de 130  à   323 mètres.
La ville est située sur une butte de 286 m dominant les alentours.

### Voies de communication et transports
La gare de Gourdon est située sur la ligne des Aubrais-Orléans à Montauban-Ville-Bourbon, dite ligne POLT (Paris, Orléans, Limoges et Toulouse) ; elle était aussi le terminus de l'ancienne ligne de Carsac à Gourdon.
Elle est également accessible par l'autoroute A20.

### Climat
Pour des articles plus généraux, voir Climat de l'Occitanie et Climat du Lot.
En 2010, le climat de la commune est de type climat océanique altéré, selon une étude s'appuyant sur une série de données couvrant la période 1971-2000. En 2020, Météo-France publie une typologie des climats de la France métropolitaine dans laquelle la commune est toujours exposée à un climat océanique altéré et est dans une zone de transition entre les régions climatiques « Aquitaine, Gascogne » et « Ouest et nord-ouest du Massif Central ». La première est caractérisée par une pluviométrie abondante au printemps, modérée en automne, un faible ensoleillement au printemps, un été chaud (19,5 °C), des vents faibles, des brouillards fréquents en automne et en hiver et des orages fréquents en été (15 à 20 jours).  La seconde présente une pluviométrie annuelle de 900 à 1 500 mm, maximale en automne et en hiver.
Pour la période 1971-2000, la température annuelle moyenne est de 12,2 °C, avec une amplitude thermique annuelle de 15,6 °C. Le cumul annuel moyen de précipitations est de 936 mm, avec 11,5 jours de précipitations en janvier et 6,9 jours en juillet. Pour la période 1991-2020, la température moyenne annuelle observée sur la station météorologique installée sur la commune est de 13,1 °C et le cumul annuel moyen de précipitations est de 823,0 mm,. Pour l'avenir, les paramètres climatiques de la commune estimés pour 2050 selon différents scénarios d’émission de gaz à effet de serre sont consultables sur un site dédié publié par Météo-France en novembre 2022.
| Mois                                  | jan.            | fév.            | mars             | avril         | mai             | juin           | jui.            | août           | sep.           | oct.          | nov.          | déc.             | année     |
| ------------------------------------- | --------------- | --------------- | ---------------- | ------------- | --------------- | -------------- | --------------- | -------------- | -------------- | ------------- | ------------- | ---------------- | --------- |
| Température minimale moyenne (°C)     | 2               | 1,7             | 4,2              | 6,4           | 9,6             | 12,8           | 14,5            | 14,5           | 11,4           | 9,3           | 5             | 2,6              | 7,8       |
| Température moyenne (°C)              | 5,5             | 6,2             | 9,5              | 12            | 15,6            | 19             | 21              | 21,2           | 17,6           | 14,1          | 8,8           | 6,1              | 13,1      |
| Température maximale moyenne (°C)     | 9               | 10,8            | 14,8             | 17,7          | 21,5            | 25,2           | 27,6            | 27,8           | 23,7           | 18,9          | 12,6          | 9,5              | 18,3      |
| Record de froid (°C) date du record   | −19 16.01.1985  | −14,2 09.02.12  | −12,8 07.03.1971 | −4,8 07.04.21 | −1,4 08.05.1974 | 1,8 02.06.1975 | 5,7 01.07.1972  | 3,8 30.08.1986 | 0,6 21.09.1977 | −4,7 25.10.03 | −9 17.11.07   | −13,2 26.12.1962 | −19 1985  |
| Record de chaleur (°C) date du record | 19,9 05.01.1999 | 25,2 24.02.1990 | 27,5 21.03.1990  | 31,3 30.04.05 | 33,1 22.05.22   | 40,7 22.06.03  | 40,7 19.07.1998 | 41,8 05.08.03  | 36,8 03.09.05  | 33,1 01.10.23 | 24,5 08.11.15 | 19,4 08.12.10    | 41,8 2003 |
| Ensoleillement (h)                    | 92              | 1 197           | 1 695            | 1 805         | 2 136           | 2 418          | 2 647           | 2 521          | 2 086          | 1 486         | 952           | 90               | 2 076     |
| Précipitations (mm)                   | 64,7            | 50,8            | 61               | 82,6          | 82,2            | 76,2           | 54,7            | 63,2           | 73,7           | 70,5          | 76,2          | 67,2             | 823       |

### Milieux naturels et biodiversité

#### Espaces protégés
La protection réglementaire est le mode d’intervention le plus fort pour préserver des espaces naturels remarquables et leur biodiversité associée,.
La commune fait partie de la zone de transition du bassin de la Dordogne, un territoire d'une superficie de 1 880 258 ha reconnu réserve de biosphère par l'UNESCO en juillet 2012,.

#### Zones naturelles d'intérêt écologique, faunistique et floristique

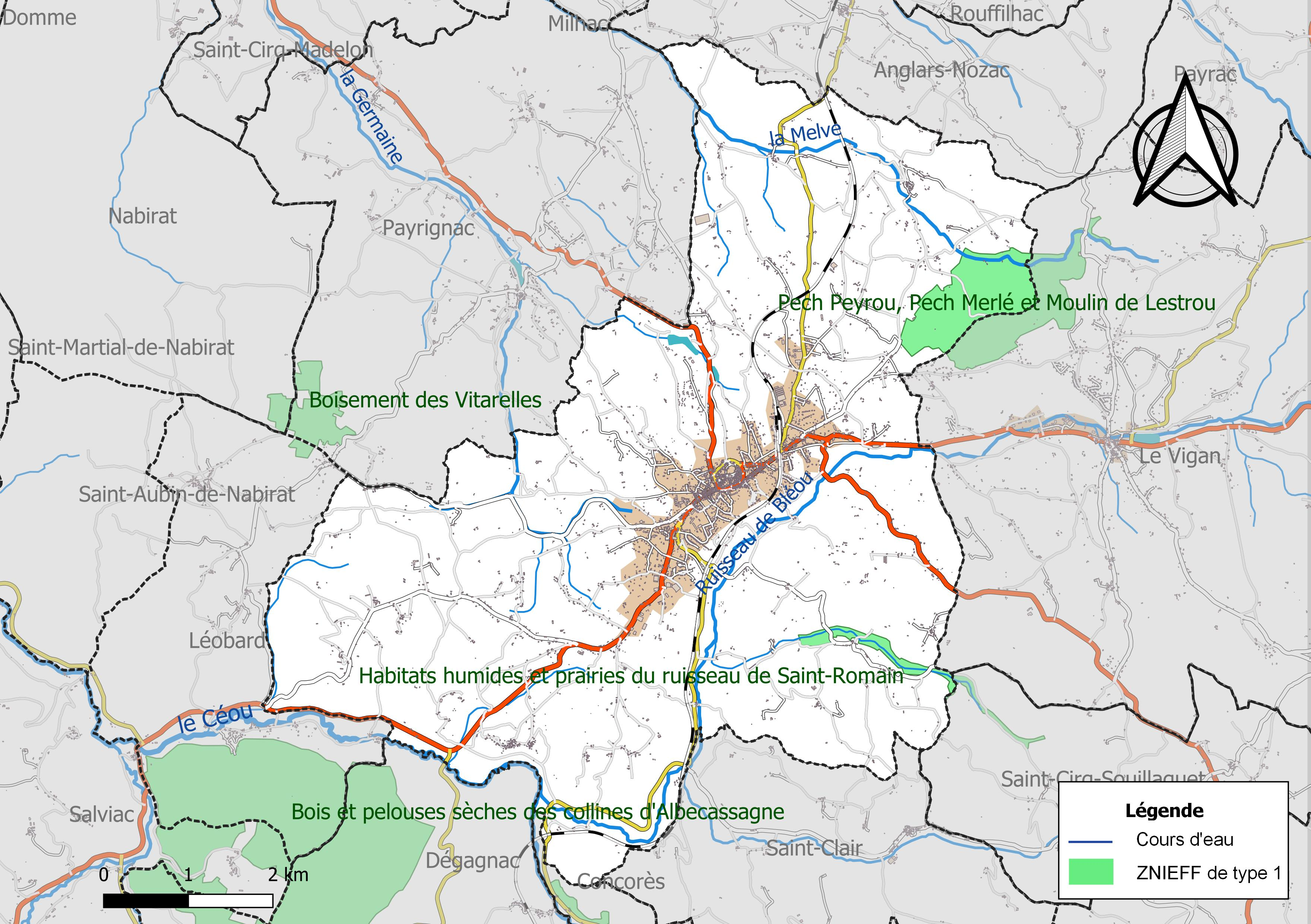
Carte des ZNIEFF de type 1 localisées sur la commune.

L’inventaire des zones naturelles d'intérêt écologique, faunistique et floristique (ZNIEFF) a pour objectif de réaliser une couverture des zones les plus intéressantes sur le plan écologique, essentiellement dans la perspective d’améliorer la connaissance du patrimoine naturel national et de fournir aux différents décideurs un outil d’aide à la prise en compte de l’environnement dans l’aménagement du territoire.
Deux ZNIEFF de type 1 sont recensées sur la commune :
les « Habitats humides et prairies du ruisseau de Saint-Romain » (33 ha), couvrant 2 communes du département et 
le « pech Peyrou, pech Merlé et Moulin de Lestrou » (201 ha), couvrant 2 communes du département.

## Urbanisme

### Typologie
Au 1er janvier 2024, Gourdon est catégorisée bourg rural, selon la nouvelle grille communale de densité à sept niveaux définie par l'Insee en 2022.
Elle appartient à l'unité urbaine de Gourdon, une agglomération intra-départementale regroupant deux  communes, dont elle est ville-centre,,. Par ailleurs la commune fait partie de l'aire d'attraction de Gourdon, dont elle est la commune-centre,. Cette aire, qui regroupe 22 communes, est catégorisée dans les aires de moins de 50 000 habitants,.

### Occupation des sols
L'occupation des sols de la commune, telle qu'elle ressort de la base de données européenne d’occupation biophysique des sols Corine Land Cover (CLC), est marquée par l'importance des territoires agricoles (56,7 % en 2018), en diminution par rapport à 1990 (57,6 %). La répartition détaillée en 2018 est la suivante : 
zones agricoles hétérogènes (46,9 %), forêts (36,6 %), prairies (9,7 %), zones urbanisées (6 %), zones industrielles ou commerciales et réseaux de communication (0,6 %), milieux à végétation arbustive et/ou herbacée (0,2 %). L'évolution de l’occupation des sols de la commune et de ses infrastructures peut être observée sur les différentes représentations cartographiques du territoire : la carte de Cassini (XVIIIe siècle), la carte d'état-major (1820-1866) et les cartes ou photos aériennes de l'IGN pour la période actuelle (1950 à aujourd'hui).

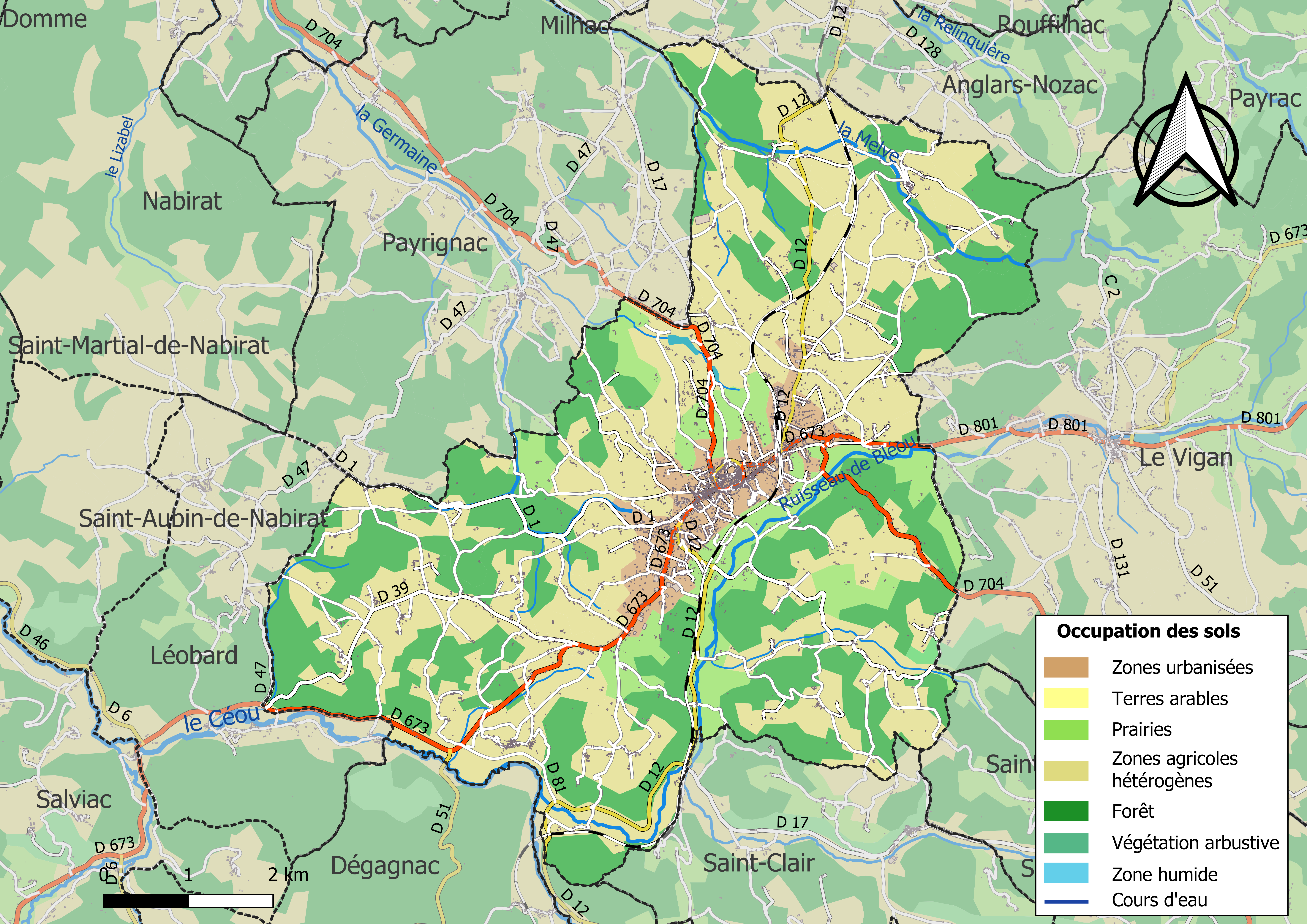
Carte des infrastructures et de l'occupation des sols de la commune en 2018 (CLC).

### Risques majeurs
Le territoire de la commune de Gourdon est vulnérable à différents aléas naturels : météorologiques (tempête, orage, neige, grand froid, canicule ou sécheresse), inondations, feux de forêts, mouvements de terrains et séisme (sismicité très faible). Il est également exposé à un risque technologique, le transport de matières dangereuses. Un site publié par le BRGM permet d'évaluer simplement et rapidement les risques d'un bien localisé soit par son adresse soit par le numéro de sa parcelle.

#### Risques naturels
Certaines parties du territoire communal sont susceptibles d’être affectées par le risque d’inondation par débordement de cours d'eau, notamment le Céou, la Marcillande, la Melve et le Bléou. La cartographie des zones inondables en ex-Midi-Pyrénées réalisée dans le cadre du XIe Contrat de plan État-région, visant à informer les citoyens et les décideurs sur le risque d’inondation, est accessible sur le site de la DREAL Occitanie. La commune a été reconnue en état de catastrophe naturelle au titre des dommages causés par les inondations et coulées de boue survenues en 1982, 1983, 1989, 1992, 1993, 1996 et 1999,.
Gourdon est exposée au risque de feu de forêt du fait de la présence sur son territoire du massif Ouest. Un plan départemental de protection des forêts contre les incendies a été approuvé par arrêté préfectoral le 30 novembre 2015 pour la période 2015-2025. Les propriétaires doivent ainsi couper les broussailles, les arbustes et les branches basses sur une profondeur de 50 mètres, aux abords des constructions, chantiers, travaux et installations de toute nature, situées à moins de 200 mètres de terrains en nature
de bois, forêts, plantations, reboisements, landes ou friches. Le brûlage des déchets issus de l’entretien des parcs et jardins des ménages et des collectivités est interdit. L’écobuage est également interdit, ainsi que les feux de type méchouis et barbecues, à l’exception de ceux prévus dans des installations fixes (non situées sous couvert d'arbres) constituant une dépendance d'habitation.

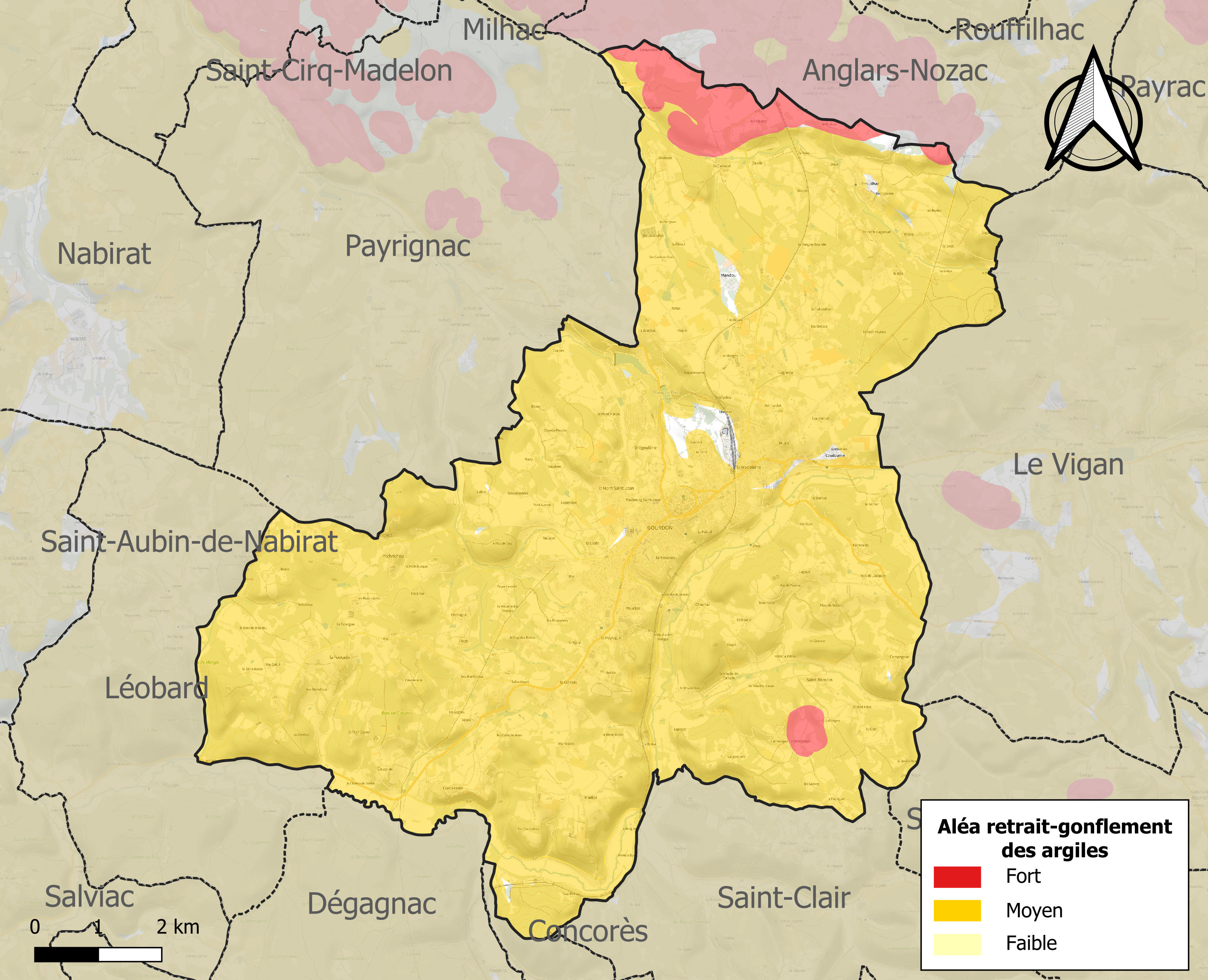
Carte des zones d'aléa retrait-gonflement des sols argileux de Gourdon.

Les mouvements de terrains susceptibles de se produire sur la commune sont des affaissements et effondrements liés aux cavités souterraines (hors mines), des éboulements, chutes de pierres et de blocs, des glissements de terrain et des tassements différentiels. Par ailleurs, afin de mieux appréhender le risque d’affaissement de terrain, l'inventaire national des cavités souterraines permet de localiser celles situées sur la commune.
Le retrait-gonflement des sols argileux est susceptible d'engendrer des dommages importants aux bâtiments en cas d’alternance de périodes de sécheresse et de pluie. 98,6 % de la superficie communale est en aléa moyen ou fort (67,7 % au niveau départemental et 48,5 % au niveau national). Sur les 2 262 bâtiments dénombrés sur la commune en 2019, 2 220 sont en aléa moyen ou fort, soit 98 %, à comparer aux 72 % au niveau départemental et 54 % au niveau national. Une cartographie de l'exposition du territoire national au retrait gonflement des sols argileux est disponible sur le site du BRGM,.
Par ailleurs, afin de mieux appréhender le risque d’affaissement de terrain, l'inventaire national des cavités souterraines permet de localiser celles situées sur la commune.
Concernant les mouvements de terrains, la commune a été reconnue en état de catastrophe naturelle au titre des dommages causés par la sécheresse en 1989, 1997, 2011, 2017 et 2019 et par des mouvements de terrain en 1999.

#### Risques technologiques
Le risque de transport de matières dangereuses sur la commune est lié à sa traversée par une infrastructure ferroviaire. Un accident se produisant sur une telle infrastructure est susceptible d’avoir des effets graves sur les biens, les personnes ou l'environnement, selon la nature du matériau transporté. Des dispositions d’urbanisme peuvent être préconisées en conséquence.

## Toponymie
Attestée sous les formes Gurto, Gordo, Gordiono en 1287.
Le nom Gourdon aurait une racine préceltique : gord qui a un sens oronymique, mais pourrait aussi évoquer les Goths et la famille des Gourdon.

## Histoire

### Archives
Grâce à la permanence de l'administration civile dans le même bâtiment de la place Saint-Pierre depuis le XIIIe siècle, les administrateurs de Gourdon ont pu conserver dans l'hôtel de ville un fonds exceptionnel d'archives municipales (en occitan, latin et ancien français) qui racontent l'histoire de leur cité depuis 1249.

### Préhistoire
L'éperon rocheux qui constitue la butte de Gourdon possède un abri et une grotte occupés au Magdalénien. Des haches en pierres polies ont été retrouvées il y a une cinquantaine d'années[Quand ?]. La région de Gourdon était déjà occupée par les hommes préhistoriques du Paléolithique supérieur il y a 25 000 ans.
À trois kilomètres de Gourdon se situent les grottes de Cougnac.

### Moyen Âge
Le site de Gourdon devint au Moyen Âge un castrum, bâti sur un éperon, avec château fort et remparts circulaires.
Les seigneurs de Gourdon sont mentionnés pour la première fois au IXe siècle dans une charte de 839. Un certain Odolric, d’origine wisigothe, en aurait été le seigneur et serait à l'origine de la puissante famille de Gourdon.
Géraud III de Gourdon fut seigneur de Gourdon vers le Xe siècle. Un membre de cette famille, Fortanier 1e de Gourdon, aurait tué Richard Cœur de Lion lors du siège de Châlus.
En 1243[réf. nécessaire], ses habitants s'émancipent en partie de la tutelle seigneuriale par l'octroi d'une charte de coutume. En 1244 la ville reçut une charte de coutumes et fut gouvernée par quatre consuls, confirmée par l'évêque de Cahors et le sénéchal du Quercy.
La seigneurie de Gourdon échoit au XIVe siècle aux Cardaillac, puis à Jean d'Armagnac. La ville bourgeoise de Gourdon, prospère et bien administrée par ses consuls, ressent une antipathie croissante contre les seigneurs appauvris de Gourdon, qui s'attachent à quelques privilèges humiliant ou parfois d'exorbitantes brimades. Lou consoulat est fidèle à la lignée des rois de France, en particulier Charles VII et Louis XI, qui les protègent face à de plus en plus improbables retours en force seigneuriaux.
En 1316, Jean Ier d'Armagnac, comte de Rodez et futur comte d'Armagnac, devint le seigneur de la ville.[réf. nécessaire]
Gourdon s'illustra durant la guerre de Cent Ans en étant un important centre de résistance aux Anglais. La ville fut occupée par les Anglais. Elle avait alors un château protégé d'épaisses murailles. Sous le règne de Charles VII, ce château fut démoli par les Anglais au moment de leur départ.
De 1348 à 1391 la ville de Gourdon a été sous la menace constante de bandes de routiers, ayant rallié le camp anglais, installé au château de Costeraste.
Au sortir des temps féodaux, les seigneurs de Gourdon, même s'ils contrôlent les passages du Lot en amont de Cahors, sont tenus en respect par les évêques de Cahors qui contrôlent la navigation fluviale sur le Lot. Les seigneurs de Turenne dominent la vallée de la Dordogne et les maisons de Saint-Sulpice et de Cardaillac accaparent l'Ouest du Quercy.
Fortanier de Gourdon fonde également un relais à mi-distance entre leur domaine de Gourdon et les châteaux de Cénevières et Montbrun : la bastide fortanière ou bastida fortanieta de Gordonio qui devient aussitôt un abri pour les pèlerins de Rocamadour.

### Époque moderne
Lors des Guerres de religion, en 1562, la ville est prise par les calvinistes.
L'évêque de Cahors Antoine Hébrard de Saint-Sulpice fonde à Gourdon, le 16 mars 1588, la première confrérie des pénitents bleus du Quercy.
En mai 1619, Pons de Lauzières-Thémines, maréchal de France (protestant) et seigneur de Gourdon, prend parti pour Marie de Médicis contre le jeune roi Louis XIII. Aussitôt, montrant une fidélité, à la fois exemplaire et intéressée au roi, sur les ordres du futur cardinal de Richelieu et du duc de Mayenne, les consuls de Gourdon demandent l'aide des anciennes famille de La Ligue (catholiques) et anciens coseigneurs de Gourdon. Ainsi les Clermont-Toucheboeuf, les de Gourdon-Vaillac et d'autres seigneurs assiègent le château, le rasent et instaurent l'hégémonie définitive des consuls de la ville.
Gourdon connut son apogée au XVIe siècle grâce à la prospérité des tisserands et des drapiers. Sa population atteignait alors les 5 000 habitants.

### Époque contemporaine
Le sous-préfet de Gourdon, Jacques Bruneau, nommé en novembre 1942, fit au printemps 1944, transférer l’école de gendarmerie maritime de Toulon à Gourdon. Il la logea au collège moderne de jeunes filles au grand dam de sa directrice, madame Faure, et de son fils Maurice Faure, alors âgé de 22 ans. Ils estimaient que cette réquisition constituait un abus de pouvoir. Son action ne s’arrête pas là : il participe au transfert du 5e escadron du 3e régiment de la garde de Perpignan à Gourdon. Ce réservoir de militaires fut le noyau de la Résistance dans le Lot. Il organise avec André Malraux la Résistance, ordonne en aout 1944 la destruction de viaduc de Souillac pour retarder le déplacement des troupes allemandes par rails.
Le 26 juin 1944 vers 19 heures, le chef de la milice du Lot ayant habité dans les environs de Gourdon est abattu devant le siège de la Gestapo à Cahors.
Les 28, 29 et 30 juin 1944, Gourdon est investi par différentes troupes allemandes (11e Panzerdivision de la Wehrmacht, 2e division SS Das Reich, Gestapo, Hilfspolizei). Cinq personnes furent tuées sur la commune et 22 otages fusillés à Boissières. La commune fut victime de la répression du 4e régiment SS « Der Führer » mené par le major Adolf Diekmann sous le commandement du Gruppenführer Heinz Lammerding : en route vers la Normandie cette unité sera responsable du massacre d'Oradour-sur-Glane.
Le 14 novembre 1948, la ville de Gourdon reçoit la Croix de Guerre à l’occasion de l’inauguration du monument aux morts avec la citation : "Centre actif de résistance, a formé de nombreux maquis qui ont lutté vaillamment contre l'ennemi. A supporté avec courage de terribles représailles. Restera par ses martyrs un symbole de la Résistance."

## Politique et administration

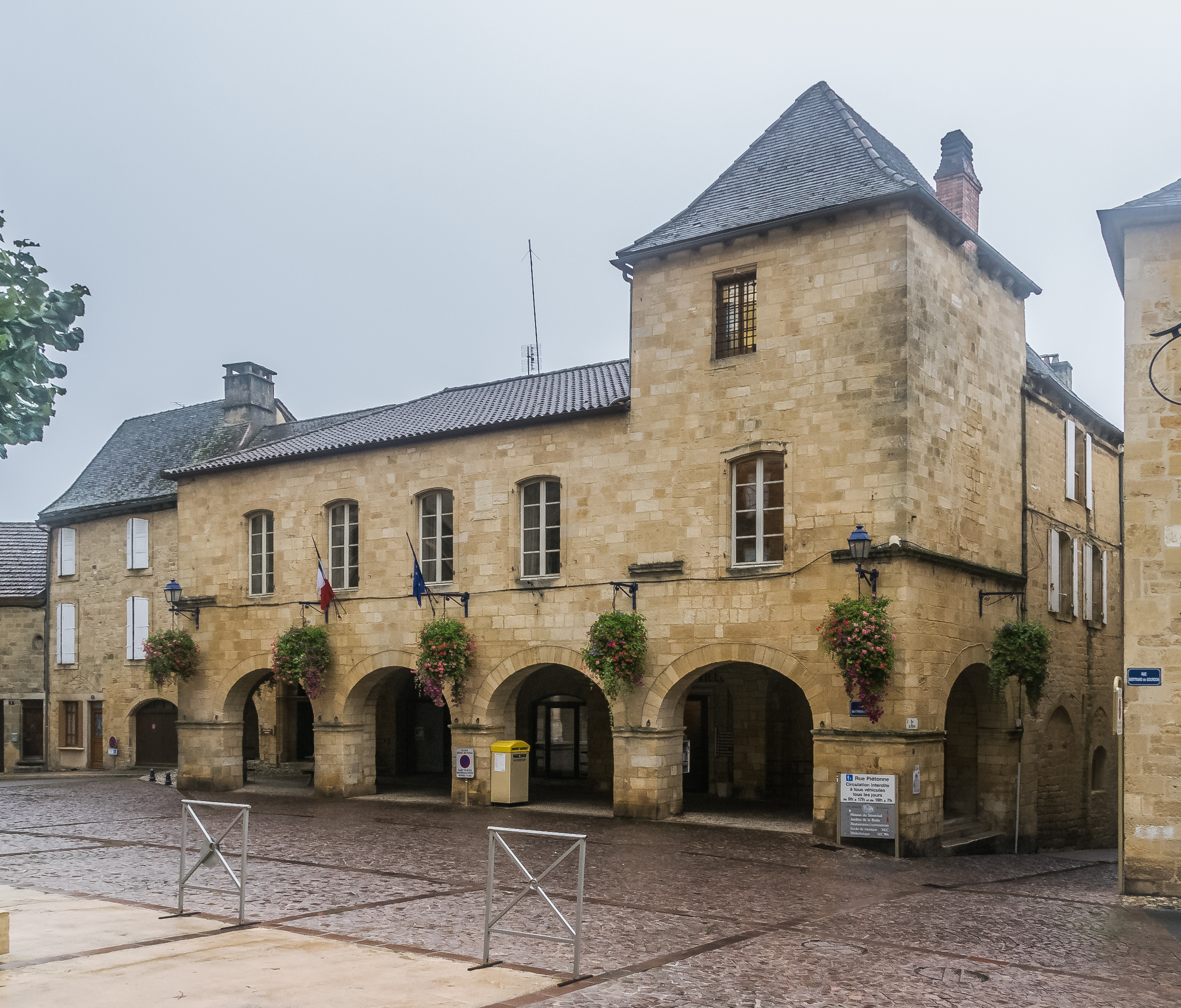
La mairie.

### Administration municipale
Le nombre d'habitants au recensement de 2011 étant compris entre 3 500 habitants et 4 999 habitants au dernier recensement, le nombre de membres du conseil municipal est de vingt sept,.

### Rattachements administratifs et électoraux
Commune faisant partie de l'arrondissement de Gourdon de la communauté de communes Quercy-Bouriane et du canton de Gourdon.

### Politique de développement durable
La commune a engagé une politique de développement durable en lançant une démarche d'Agenda 21 en 2011.

### Instances judiciaires et administratives
Gourdon possède :
- une sous-préfecture,
- un service départemental d'incendie et de secours,
- une gendarmerie,
- un centre des impôts.
- Le tribunal d'instance a fermé fin 2009 après avoir été absorbé par celui de Cahors

### Finances locales
Cette section est consacrée aux finances locales de Gourdon de 2000 à 2018.
Les comparaisons des ratios par habitant sont effectuées avec ceux des communes de 3 500  à   5 000 habitants de 3 500 à 5 000 hab appartenant à un groupement fiscalisé, c'est-à-dire à la même strate fiscale.
Pour l'exercice 2018, le compte administratif du budget municipal de Gourdon s'établit à  6 418 800 € en dépenses et 5 462 270 € en recettes :
- les dépenses se répartissent en 4 177 040 € de charges de fonctionnement et 2 241 760 € d'emplois d'investissement ;
- les recettes proviennent des 4 348 310 € de produits de fonctionnement et de 1 113 960 € de ressources d'investissement.

Pour Gourdon en 2018, la section de fonctionnement se répartit en 4 177 040 €  de charges (939 € par habitant) pour 4 348 310 € de produits (977 € par habitant), soit un solde de la section de fonctionnement de 171 270 € (38 € par habitant) :
- le principal pôle de dépenses de fonctionnement est celui des charges de personnels[Note 7] pour une somme de 2 202 000 € (53 %), soit 495 € par habitant, ratio supérieur de 12 % à la valeur moyenne pour les communes de la même strate (442 € par habitant). Sur la période 2014 - 2018, ce ratio fluctue et présente un minimum de 494 € par habitant en 2018 et un maximum de 524 € par habitant en 2017. Viennent ensuite les groupes des achats et charges externes[Note 8] pour 25 %, des subventions versées[Note 9] pour 8 %, des charges financières[Note 10] pour 7 % et finalement celui des contingents[Note 11] pour des sommes  plus faibles ;
- la plus grande part des recettes est constituée des impôts locaux[Note 12] pour  2 350 000 € (54 %), soit 528 € par habitant, ratio supérieur de 19 % à la valeur moyenne pour les communes de la même strate (443 € par habitant). Depuis 5 ans, ce ratio fluctue et présente un minimum de 501 € par habitant en 2017 et un maximum de 623 € par habitant en 2015. Viennent ensuite de la dotation globale de fonctionnement (DGF)[Note 13] pour 18 % et des autres impôts[Note 14] pour 8 %.

La dotation globale de fonctionnement est supérieure (12 %) à celle versée en 2017.
Les taux des taxes ci-dessous sont votés par la municipalité de Gourdon. Ils ont varié de la façon suivante par rapport à 2017 :
- la taxe d'habitation quasiment égale 12,57 % ;
- la taxe foncière sur le bâti quasiment égale 18,30 % ;
- celle sur le non bâti quasiment égale 93,68 %.

La section « investissement » concerne essentiellement les opérations visant à acquérir des équipements d’envergure et aussi au remboursement du capital de la dette.
Les emplois d'investissement en 2018 comprenaient par ordre d'importance :
- des dépenses d'équipement[Note 15] pour un montant de 1 745 000 € (78 %), soit 392 € par habitant, ratio supérieur de 14 % à la valeur moyenne pour les communes de la même strate (344 € par habitant). Pour la période allant de 2014 à 2018, ce ratio fluctue et présente un minimum de 110 € par habitant en 2015 et un maximum de 392 € par habitant en 2018 ;
- des remboursements d'emprunts[Note 16] pour  424 000 € (19 %), soit 95 € par habitant, ratio supérieur de 22 % à la valeur moyenne pour les communes de la même strate (78 € par habitant).

Les ressources en investissement de Gourdon se répartissent principalement en :
- subventions reçues pour une valeur totale de 780 000 € (70 %), soit 175 € par habitant, ratio supérieur de 150 % à la valeur moyenne pour les communes de la même strate (70 € par habitant). Pour la période allant de 2014 à 2018, ce ratio fluctue et présente un minimum de 9 € par habitant en 2016 et un maximum de 175 € par habitant en 2018 ;
- fonds de Compensation pour la TVA pour une valeur totale de 59 000 € (5 %), soit 13 € par habitant, ratio inférieur de 66 % à la valeur moyenne pour les communes de la même strate (38 € par habitant).

| |
| Valeurs en millier d'euros (k€) · Gourdon, Valeur totale : Dépenses d'équipement Remboursements d'emprunts |

| |
| Valeurs en millier d'euros (k€) · Gourdon, Valeur totale : Nouvelles dettes subventions reçues Fonds de compensation pour la TVA |

|                                                                                               | Gourdon (€/hab.) | Strate (€/hab.) |                                |
| --------------------------------------------------------------------------------------------- | ---------------- | --------------- | ------------------------------ |
| Encours de la dette                                                                           | 2 273 €          | 763 €           | Picto disque bleu : écart fort |
| annuité de la dette                                                                           | 165 €            | 100 €           | Picto disque bleu : écart fort |
| Capacité d'autofinancement                                                                    | 75 €             | 183 €           | Picto disque bleu : écart fort |
| Écart par rapport à la moyenne de la strate : · de 0 à 10 % ; de 10 à 30 % ; supérieur à 30 % |                  |                 |                                |

L'endettement de Gourdon au 31 décembre 2018 peut s'évaluer à partir de trois critères : l'encours de la dette, l'annuité de la dette et sa capacité de désendettement :
- l'encours de la dette pour une valeur de 10 114 000 €, soit 2 273 € par habitant, ratio supérieur de 198 % à la valeur moyenne pour les communes de la même strate (763 € par habitant). En partant de 2014 et jusqu'à 2018, ce ratio fluctue et présente un minimum de 1 886 € par habitant en 2014 et un maximum de 2 380 € par habitant en 2017 ;
- l'annuité de la dette pour un montant de 735 000 €, soit 165 € par habitant, ratio supérieur de 65 % à la valeur moyenne pour les communes de la même strate (100 € par habitant). Sur les 5 dernières années, ce ratio fluctue et présente un minimum de 126 € par habitant en 2014 et un maximum de 1 487 € par habitant en 2015 ;
- la capacité d'autofinancement (CAF) pour  333 000 €, soit 75 € par habitant, ratio inférieur de 59 % à la valeur moyenne pour les communes de la même strate (183 € par habitant). Depuis 5 ans, ce ratio fluctue et présente un minimum de 32 € par habitant en 2017 et un maximum de 118 € par habitant en 2016. La capacité de désendettement est élevé d'un montant de 30 années en 2018. Sur une période de 19 années, ce ratio présente un minimum en 2000 et un maximum très élevé, de plus de 50 années en 2017.

Les courbes G4a et G4b présentent l'historique des dettes de Gourdon.
|                                                                          |
| Valeurs en euros · Gourdon, Par habitant : CAF Encours total de la dette |

|                                                                  |
| Valeurs en années · Gourdon, : Ratio = Encours de la dette / CAF |

### Jumelages
Ibbenbüren (Allemagne) depuis 2001.

## Population et société

### Démographie
L'évolution du nombre d'habitants est connue à travers les recensements de la population effectués dans la commune depuis 1793. Pour les communes de moins de 10 000 habitants, une enquête de recensement portant sur toute la population est réalisée tous les cinq ans, les populations de référence des années intermédiaires étant quant à elles estimées par interpolation ou extrapolation. Pour la commune, le premier recensement exhaustif entrant dans le cadre du nouveau dispositif a été réalisé en 2008.

En 2022, la commune comptait 4 080 habitants, en évolution de −2,9 % par rapport à 2016 (Lot : +1,31 %, France hors Mayotte : +2,11 %).
| 1793  | 1800  | 1806  | 1821  | 1831  | 1836  | 1841  | 1846  | 1851  |
| ----- | ----- | ----- | ----- | ----- | ----- | ----- | ----- | ----- |
| 2 848 | 3 703 | 5 558 | 5 699 | 5 153 | 5 334 | 5 325 | 5 081 | 5 060 |

| 1856  | 1861  | 1866  | 1872  | 1876  | 1881  | 1886  | 1891  | 1896  |
| ----- | ----- | ----- | ----- | ----- | ----- | ----- | ----- | ----- |
| 5 070 | 5 099 | 5 204 | 5 374 | 5 098 | 5 087 | 5 029 | 4 834 | 4 452 |

| 1901  | 1906  | 1911  | 1921  | 1926  | 1931  | 1936  | 1946  | 1954  |
| ----- | ----- | ----- | ----- | ----- | ----- | ----- | ----- | ----- |
| 4 351 | 4 260 | 4 293 | 4 129 | 4 135 | 4 077 | 4 135 | 3 896 | 3 981 |

| 1962  | 1968  | 1975  | 1982  | 1990  | 1999  | 2006  | 2008  | 2013  |
| ----- | ----- | ----- | ----- | ----- | ----- | ----- | ----- | ----- |
| 4 157 | 4 803 | 4 728 | 4 899 | 4 851 | 4 882 | 4 669 | 4 603 | 4 316 |

| 2018  | 2022  | - | - | - | - | - | - | - |
| ----- | ----- | - | - | - | - | - | - | - |
| 3 985 | 4 080 | - | - | - | - | - | - | - |

| selon la population municipale des années : | 1968 | 1975 | 1982 | 1990 | 1999 | 2006 | 2009 | 2013 |
| Rang de la commune dans le département      | 3    | 3    | 3    | 3    | 3    | 3    | 3    | 3    |
| Nombre de communes du département           | 340  | 340  | 340  | 340  | 340  | 340  | 340  | 340  |

Au début du XXe siècle, Gourdon comptait 4260 habitants.

### Enseignement
Gourdon possède plusieurs établissements scolaires :
- trois établissements de l'enseignement primaire :
  - une école maternelle : école Frescaty (petite, moyenne et grande sections) ;
  - deux écoles élémentaires : école Hivernerie (CP et CE1) et école Daniel-Roques (CE2, CM1 et CM2) ;
- un établissement (lycée-collège mixte) de l'enseignement secondaire :
  - collège Léo-Ferré (sixième, cinquième, quatrième et troisième + classes SEGPA) ;
  - lycée général et professionnel Léo-Ferré (seconde générale, première (ES, L, S) et terminale (ES, L, S), section des métiers de la mode (MDM), section Bac pro commerce et CAP vente).

Gourdon possède :
- la cité scolaire (collège et lycée) Léo-Ferré ;
- l'école élémentaire Daniel-Roques ;
- l'école primaire de l'Hivernerie ;
- une école maternelle, Frescaty ;
- une crèche parentale.

### Manifestations culturelles et festivités
Tous les ans à la même période, c'est-à-dire entre le 20 et le 30 juin, la fête de la Saint-Jean est célébrée avec la venue de la fête foraine durant quatre jours (vendredi soir, samedi soir, dimanche soir et lundi soir). Un feu est organisé le samedi soir et un feu d'artifice clôt la fête le lundi soir à minuit.
- Les Médiévales de Gourdon
- Les Actualités Locales au Cinéma, journal d’information locale diffusé au cinéma municipal l'Atalante avant chaque film.

### Santé
Gourdon possède :
- un centre hospitalier ;
- une maison d'accueil Perce-Neige pour handicapés.

### Sports
Le Gourdon XV Bouriane club de rugby à XV qui évolue dans en Régionale 1 pour la saison 2022 / 2023.
Gourdon possède plusieurs infrastructures sportives, notamment un bassin. Le stade Louis-Delpech accueille toutes les rencontres du club de rugby, tandis que le stade du Marché-Vieux hérite du football. Récemment, un complexe sportif a été construit et comprend : un stade de rugby et un stade polyvalent avec terrain de football, piste d'athlétisme, un centre équestre. La ville possède également un dojo où sont pratiqués le judo et le jiu-jitsu.

## Économie

### Revenus
En 2018, la commune compte 2 154 ménages fiscaux, regroupant 3 954 personnes. La médiane du revenu disponible par unité de consommation est de 19 860 € (20 740 € dans le département). 43 % des ménages fiscaux sont imposés (44,9 % dans le département).

### Emploi
|                | 2008  | 2013   | 2018   |
| -------------- | ----- | ------ | ------ |
| Commune        | 8,9 % | 10,4 % | 10,6 % |
| Département    | 7,3 % | 8,9 %  | 9,6 %  |
| France entière | 8,3 % | 10 %   | 10 %   |

En 2018, la population âgée de 15 à 64 ans s'élève à 2 039 personnes, parmi lesquelles on compte 70,5 % d'actifs (59,9 % ayant un emploi et 10,6 % de chômeurs) et 29,5 % d'inactifs,. Depuis 2008, le taux de chômage communal (au sens du recensement) des 15-64 ans est supérieur à celui de la France et du département.
La commune est la commune-centre de l'aire d'attraction de Gourdon,. Elle compte 2 492 emplois en 2018, contre 2 612 en 2013 et 2 789 en 2008. Le nombre d'actifs ayant un emploi résidant dans la commune est de 1 260, soit un indicateur de concentration d'emploi de 197,8 % et un taux d'activité parmi les 15 ans ou plus de 41,4 %.
Sur ces 1 260 actifs de 15 ans ou plus ayant un emploi, 869 travaillent dans la commune, soit 69 % des habitants. Pour se rendre au travail, 78,7 % des habitants utilisent un véhicule personnel ou de fonction à quatre roues, 1,1 % les transports en commun, 14,6 % s'y rendent en deux-roues, à vélo ou à pied et 5,6 % n'ont pas besoin de transport (travail au domicile).

### Activités hors agriculture

#### Secteurs d'activités
510 établissements sont implantés  à Gourdon au 31 décembre 2019. Le tableau ci-dessous en détaille le nombre par secteur d'activité et compare les ratios avec ceux du département,.
| Secteur d'activité                                                                                        | Commune | Commune | Département |
| Secteur d'activité                                                                                        | Nombre  | %       | %           |
| --- | ------- | ------- | ----------- |
| Ensemble                                                                                                  | 510     | 100 %   | (100 %)     |
| Industrie manufacturière, industries extractives et autres                                                | 37      | 7,3 %   | (14 %)      |
| Construction                                                                                              | 51      | 10 %    | (13,9 %)    |
| Commerce de gros et de détail, transports, hébergement et restauration                                    | 173     | 33,9 %  | (29,9 %)    |
| Information et communication                                                                              | 7       | 1,4 %   | (1,8 %)     |
| Activités financières et d'assurance                                                                      | 22      | 4,3 %   | (2,8 %)     |
| Activités immobilières                                                                                    | 19      | 3,7 %   | (3,5 %)     |
| Activités spécialisées, scientifiques et techniques et activités de services administratifs et de soutien | 60      | 11,8 %  | (13,5 %)    |
| Administration publique, enseignement, santé humaine et action sociale                                    | 85      | 16,7 %  | (12 %)      |
| Autres activités de services                                                                              | 56      | 11 %    | (8,7 %)     |

Le secteur du commerce de gros et de détail, des transports, de l'hébergement et de la restauration est prépondérant sur la commune puisqu'il représente 33,9 % du nombre total d'établissements de la commune (173 sur les 510 entreprises implantées  à Gourdon), contre 29,9 % au niveau départemental.

#### Entreprises et commerces
Les cinq entreprises ayant leur siège social sur le territoire communal qui génèrent le plus de chiffre d'affaires en 2020 sont : 
- Soc Cleou, hypermarchés (27 282 k€)
- Querial, fabrication d'aliments pour animaux de ferme (16 017 k€)
- Godard-Chambon Et Marrel, préparation industrielle de produits à base de viande (15 019 k€)
- Tinker, commerce de détail de quincaillerie, peintures et verres en grandes surfaces (400 m² et plus) (4 519 k€)
- Maribon Pneu, commerce de gros d'équipements automobiles (3 335 k€)

L'agriculture et l'agroalimentaire sont les principaux piliers de l'économie de la commune avec le tourisme.
Une monnaie locale et citoyenne, le Céou, est utilisée sur le bassin de vie de la bouriane. Cette monnaie, complémentaire de l'euro a pour vocation de dynamiser l'économie locale.
Le Céou est mis en circulation et géré par l'association A.M. I.C Céou[réf. souhaitée].
Des citoyens animent également une Association pour le maintien d'une agriculture paysanne (AMAP) qui se nomme Consom'acteurs 46[réf. souhaitée].
Le média Vert est animé depuis Gourdon.

### Agriculture
La commune est dans la « Bourianne », une petite région agricole occupant une partiede l'ouest du territoire du département du Lot. En 2020, l'orientation technico-économique de l'agriculture  sur la commune est la combinaisons de granivores (porcins, volailles).
|               | 1988  | 2000  | 2010  | 2020  |
| ------------- | ----- | ----- | ----- | ----- |
| Exploitations | 136   | 88    | 70    | 54    |
| SAU (ha)      | 1 578 | 1 468 | 1 679 | 1 674 |

Le nombre d'exploitations agricoles en activité et ayant leur siège dans la commune est passé de 136 lors du recensement agricole de 1988  à 88 en 2000 puis à 70 en 2010 et enfin à 54 en 2020, soit une baisse de 60 % en 32 ans. Le même mouvement est observé à l'échelle du département qui a perdu pendant cette période 60 % de ses exploitations,. La surface agricole utilisée sur la commune est restée relativement stable, passant de 1578 ha en 1988 à 1674 ha en 2020. Parallèlement la surface agricole utilisée moyenne par exploitation a augmenté, passant de 12 à 31 ha.

## Culture locale et patrimoine

### Cinéma
Quelques scènes du film Les Misérables ont été tournées à Gourdon en janvier 1982. La célèbre scène de la charrette, avec Lino Ventura dans le rôle de Valjean/Madelaine, fut tournée place Saint-Pierre sous la direction de Robert Hossein.

### Lieux et monuments
- Le Dolmen de Costeraste, ce dolmen construit en dalles de grès quartzeux se caractérise par une monumentale table d'environ 40 tonnes (1,20 mètre d'épaisseur pour 4,70 mètres de long et 4 mètres de large) appuyée sur une unique orthostate (2,40 mètres de long pour 1,10 mètre de haut) 44° 42′ 22″ N, 1° 20′ 36″ E.

#### Architecture civile
- Le château de Costeraste a été édifié entre 1218 et 1241, reconstruit après la Guerre de Cent Ans et modifié aux XVIIe et XIXe siècles. Constitué d'une tour, d'une salle et d'un logis qui datent du Moyen Age, il présente en façade  un décor militaire unique, daté de 1652, de canons, de boulets et de bouches à feu sculptés. Ce château qui a près de 800 ans d'âge, a été édifié sous la croisade des Albigeois et a connu un propriétaire condamné pour hérésie cathare avant de devenir la base d'opération de compagnies de routiers pendant la guerre de Cent ans. Reconstruit à partir du milieu du XVe siècle, il va voir plusieurs familles grandir – et disparaître -  entre ses murs, les Tustal, les Lalande, les Albareil, les Peyronnenc, les Calvimont, avant d'être vendu comme Bien national en 1796. Scindé et transformé, il retrouvera à partir du milieu du XXe siècle, une famille, les Boudet, pour le sauver et le restaurer. À travers les péripéties de ses propriétaires et l'évolution de son architecture, il est le témoin de tous les événements de l'histoire de France, du Moyen Age jusqu'à nos jours.

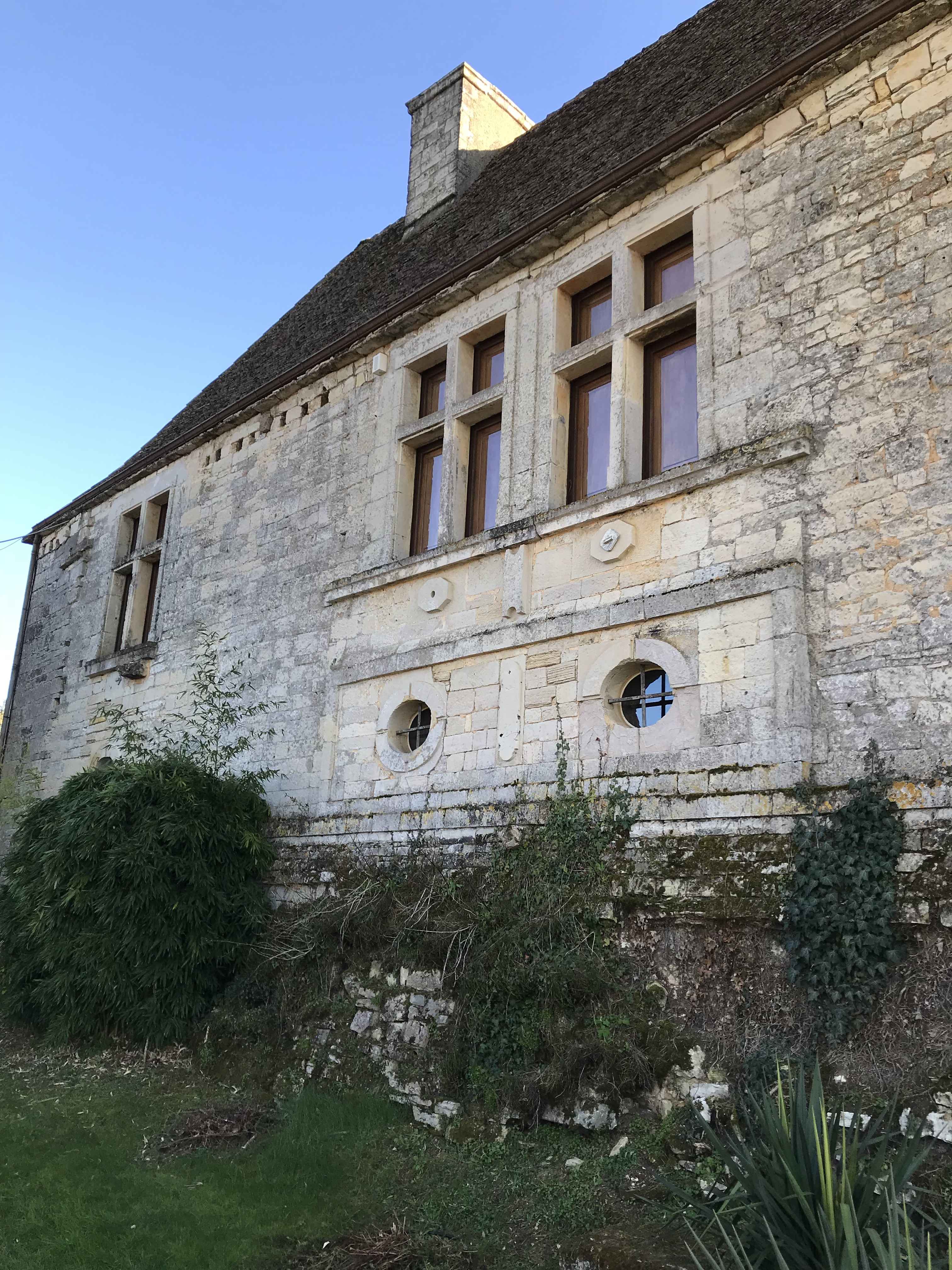
Façade nord 17e siècle.
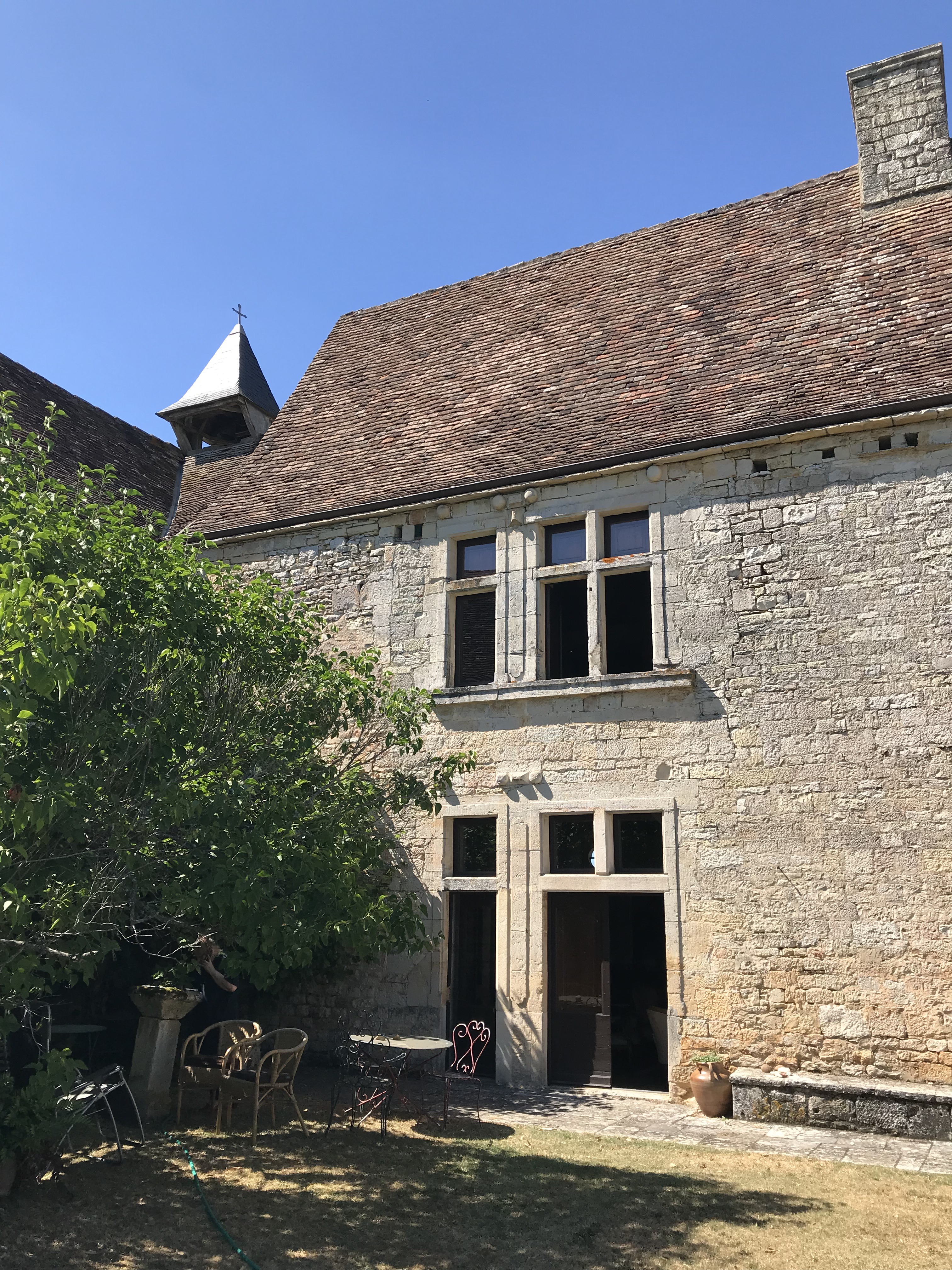
Façade sud  datée de 1652.
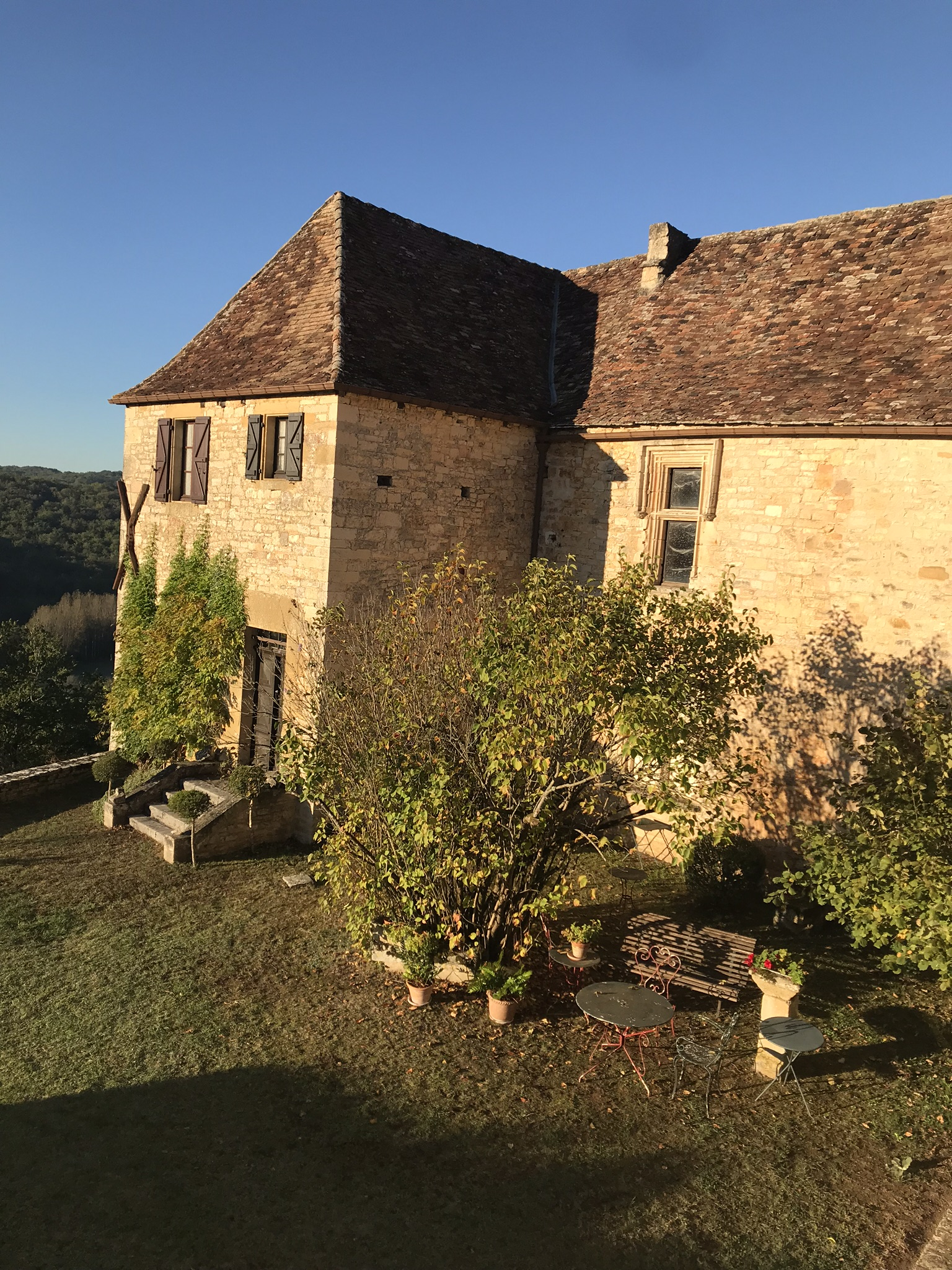
Ancienne tour XIIIe siècle et salle seigneuriale 15e siècle.
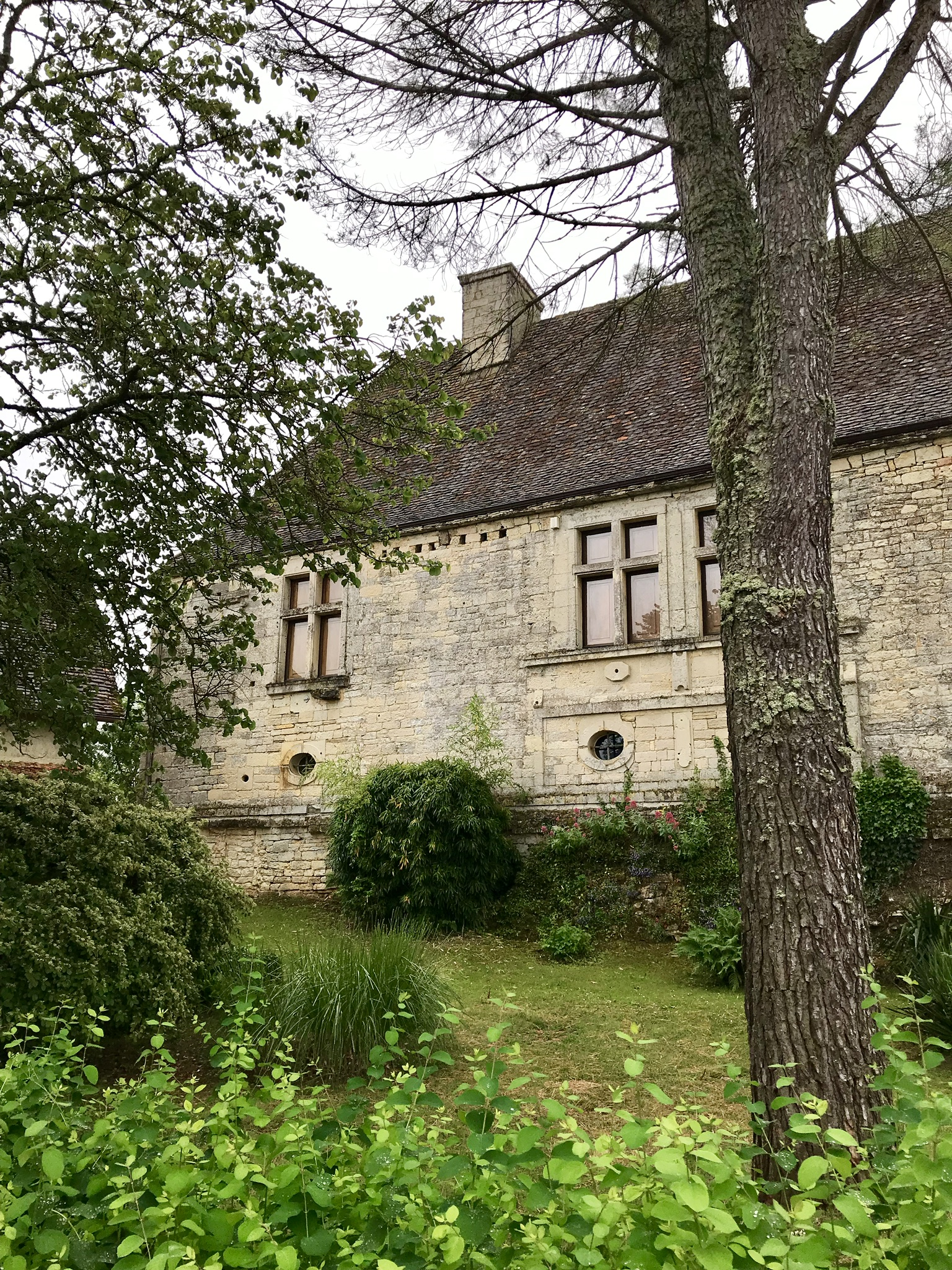
Facade à décor géométrique et décor militaire.
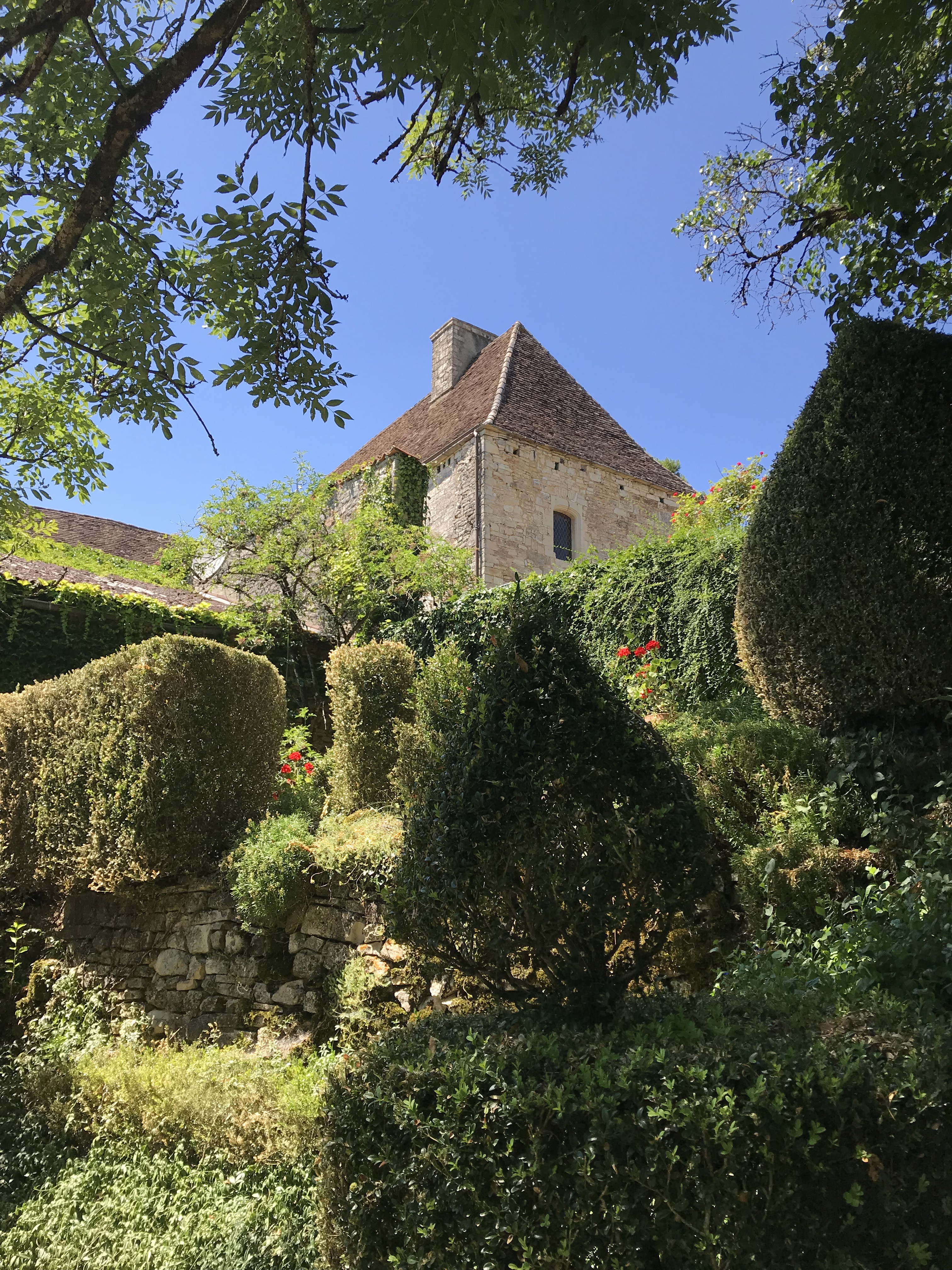
jardin de buis du château.
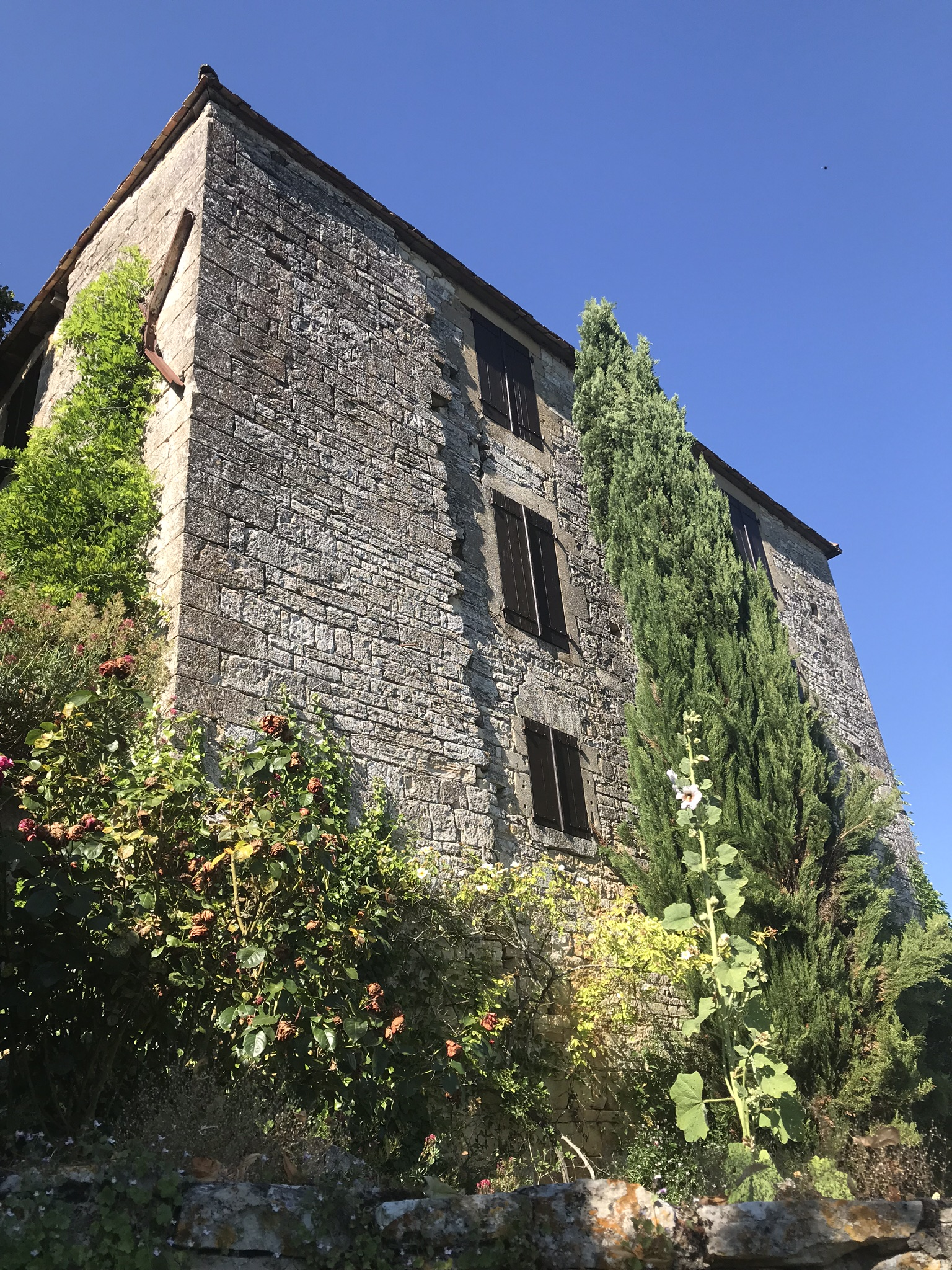
Ancienne tour du XIIIe siècle.

- La maison Cavaignac, dans cette maison[52] est né Jean-Baptiste Cavaignac. Sa porte de style Renaissance ainsi que sa curieuse charpente courbe sont classées.

La porte de la maison Cavaignac comporte trois panneaux sculptés en ronde bosse Ils représentent le déroulement de la vie selon une transcription des Parques grecques.
Sur le premier, une ondine verse de sa main droite située en hauteur l'eau d'une jarre dans un gobelet tenu de sa main gauche au niveau de sa taille au centre de son corps.
La deuxième toujours son bras droit élevé tient un miroir, un serpent est représenté à proximité, sa main gauche suggérée par son bras sur le bas du panneau.
Le troisième plus grand et situé en dessous des deux autres comporte une Parque qui tient le fléau d'une balance à deux plateaux tenue par sa main droite au niveau de sa bouche, elle semble insuffler la justice, la main gauche plus basse tient le haut d'une croix suggérant la mort. Cette transcription de la Grèce antique de cette porte Renaissance ainsi que la chaire sculptée de l'église Saint-Simon soutenue par Atlas portant le monde sur son épaule évocation des croyances grecques, sculpté par les frères Tournie semble accréditer la thèse qu'elle fut aussi sculptée par Tournie. Les similitudes dans les sculptures sont indéniables. Les panneaux ainsi que la porte elle-même répondent aux canons du nombre d'or.
Si la bâtisse constituée de deux pilastres et d'un fronton sont bien du XVIIe siècle, la porte en bois de chêne est bien plus ancienne et comporte dans son esprit l'interprétation des Parques grecques.
Sur chaque panneau les Parques ont la main droite située en hauteur, et la main gauche située vers le bas, la main droite est symbole d'espoir alors que la main gauche (sinistre comme disent les Romains) est un symbole de fin de vie, de néant ou de mort sur la terre.
En haut de la porte dans les entrelacs de la frise à droite et à gauche se cachent deux yeux. Certains érudits y voient la tempérance, la prudence, la justice et disent pour justifier leur choix que le panneau représentant la force est absent.[réf. nécessaire]
- La Porte et rue du Majou

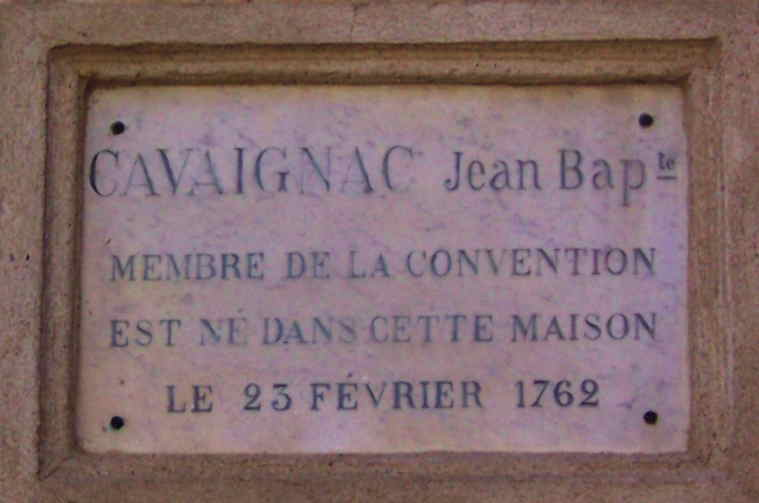
Plaque sur la maison Cavaignac.
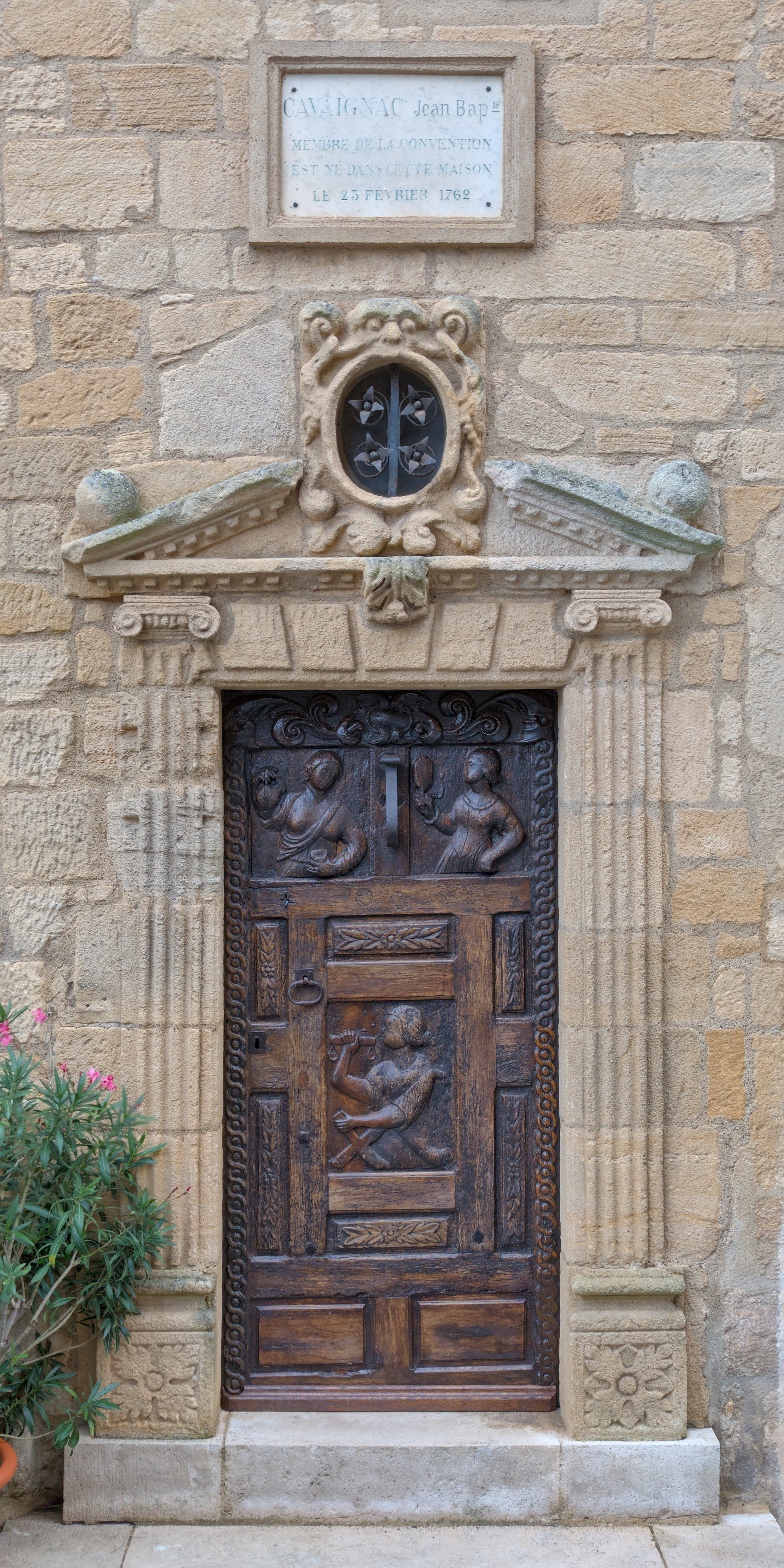
Porte de la maison Cavaignac.
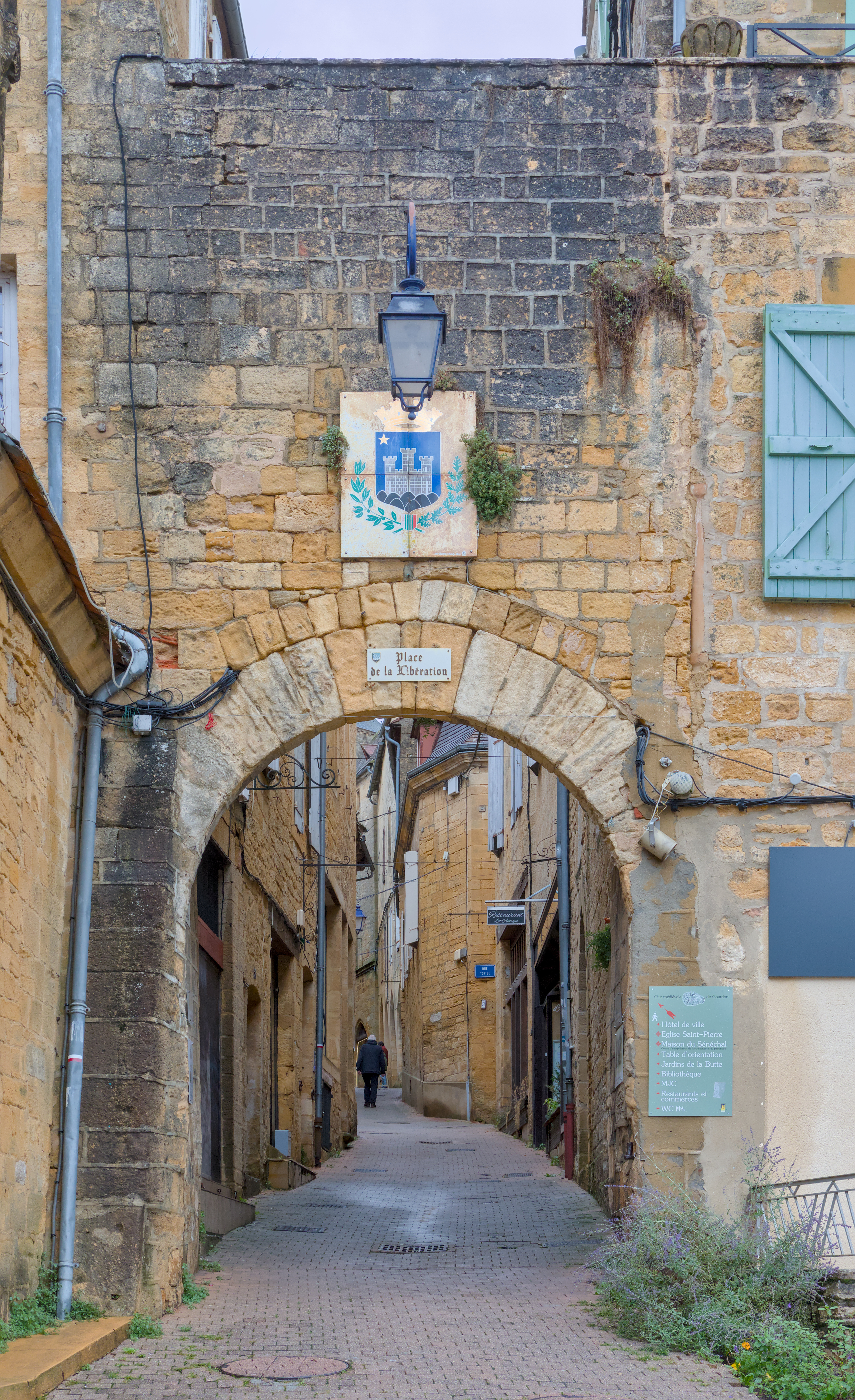
La porte du Majou.
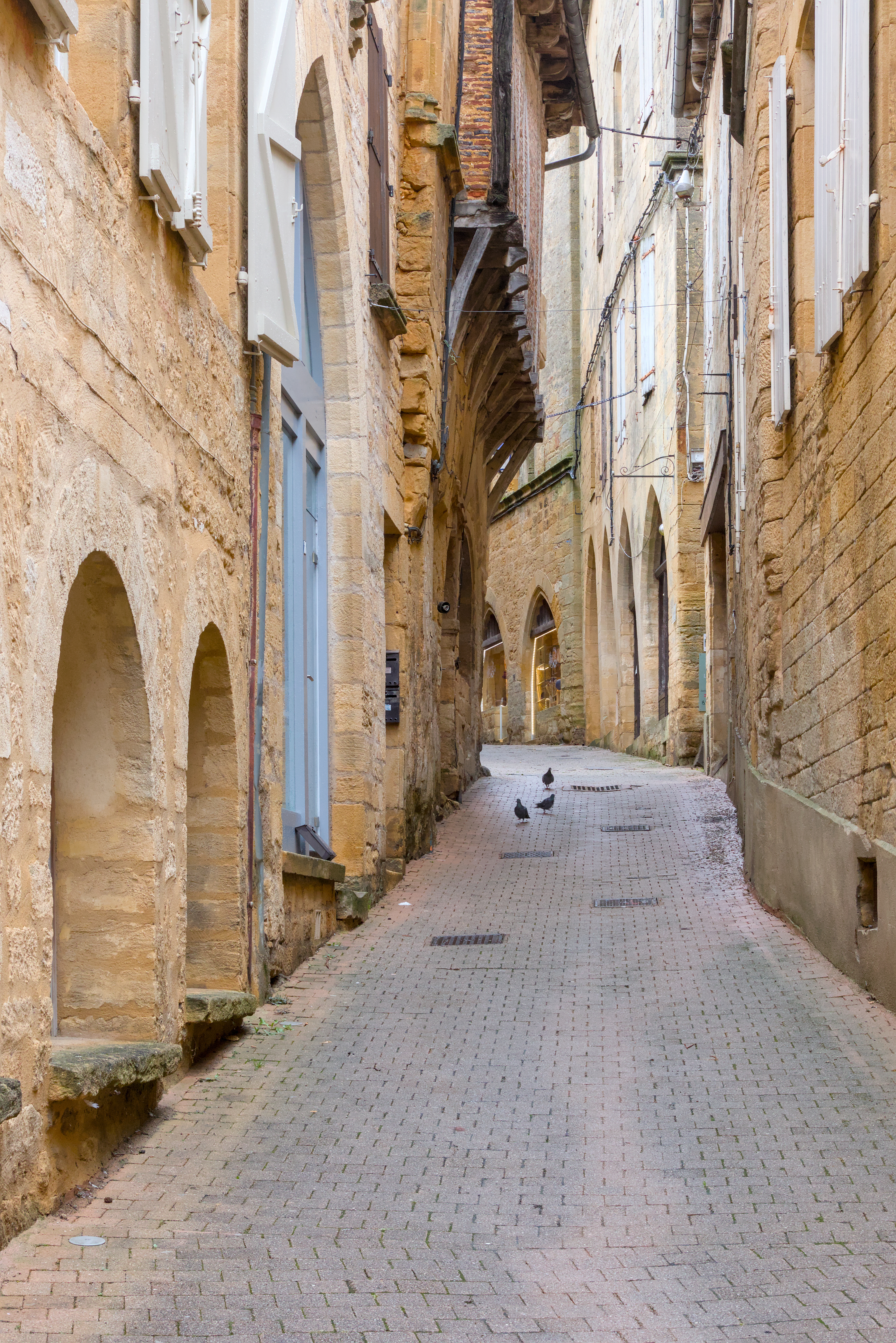
Rue du Majou.
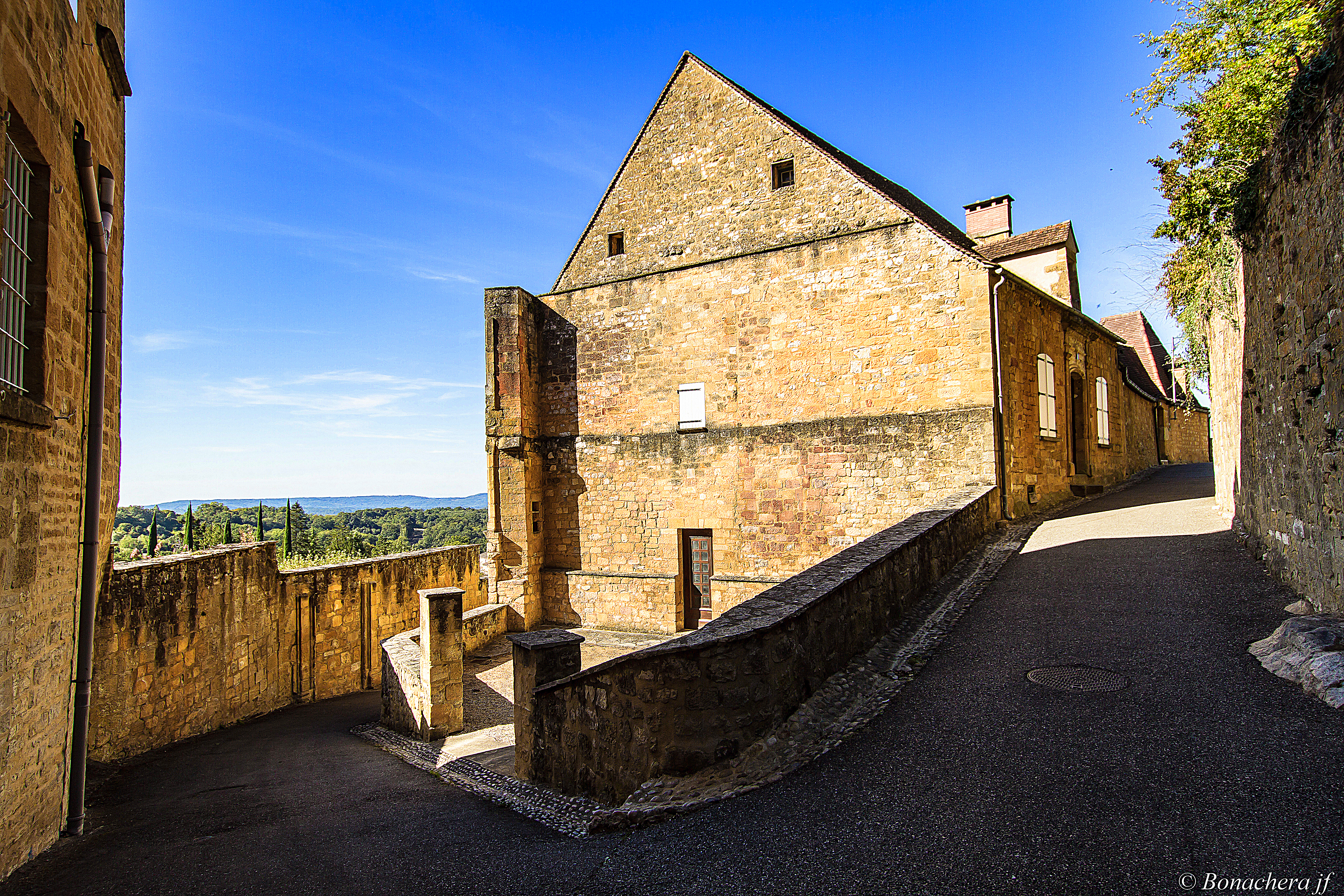
Dans les rues de Gourdon.

- La carriera principale, jadis animée par les étals des drapiers, qui exportaient jusqu'en Angleterre les draps de chanvre et de lin. C'est bien souvent dans leur corporation que recrutaient les consuls. Les maisons, bien que souvent dénaturées, conservent leur structure caractéristique : rez-de-chaussée commercial, largement ouvert sur l'extérieur par de grandes arcades en arc brisé, étage réservé aux pièces d'habitation.
  - Au no 6 une maison du XIXe siècle, de tradition classique, couronnée d'un étage de mirandes (comble ajouré de petites fenêtres, fréquent dans les villes du Midi).
- la Maison consulaire. Le bâtiment médiéval a quasiment disparu sous le remaniement de 1627 : adjonction de la tour (prison) et des couverts (piliers modifiés début XXe siècle). Porte à armoiries martelées à la Révolution. Salle médiévale (XIIe – XIIIe siècle) récemment remise à jour dans la maison jouxtante.
- La place Saint-Pierre, où se tenaient quatre grandes foires annuelles qui étaient « criées » jusqu'à Sarlat, Limoges et Montauban.
- La Maison du Sénéchal est un remarquable bâtiment élevé à la Renaissance sur un rez-de-chaussée du XIIIe siècle, et attribué dès le XVIe siècle au sénéchal de Gourdon qui y avait son logis et son office. Ancienne maison de chanoine, la Maison du Sénéchal abrite un oratoire décoré de fresques religieuses (début XVIe siècle) : naissance d'Ève, Annonciation, Visitation. Son grand salon possède une cheminée sculptée (1668) ainsi qu'un plafond entièrement peint de paysages et d'animaux fabuleux à la mode italienne (XVIe siècle).
- L'Hôtel de la sous-préfecture, ce bâtiment néo-classique à fronton triangulaire a été édifié en 1905 sur le tour de ville (boulevard Aristide-Briand). Il remplace l'ancien tribunal installé sous l'Empire au même endroit, dans l'ancienne maison des Ursulines qui brûla accidentellement au début du XXe siècle.
- L'hôpital Jean-Coulon : édifié en 1937 grâce au financement obtenu par le docteur Jean Coulon, à l'époque maire de Gourdon, l'hôpital ouvre ses services dans le quartier historique des hospitaliers du Moyen Âge, en sortie sud de la ville. Le sobre bâtiment originel a pu être agrandi par l'arrière, tout en conservant son imposante façade à avant-corps et sa cour d'honneur.

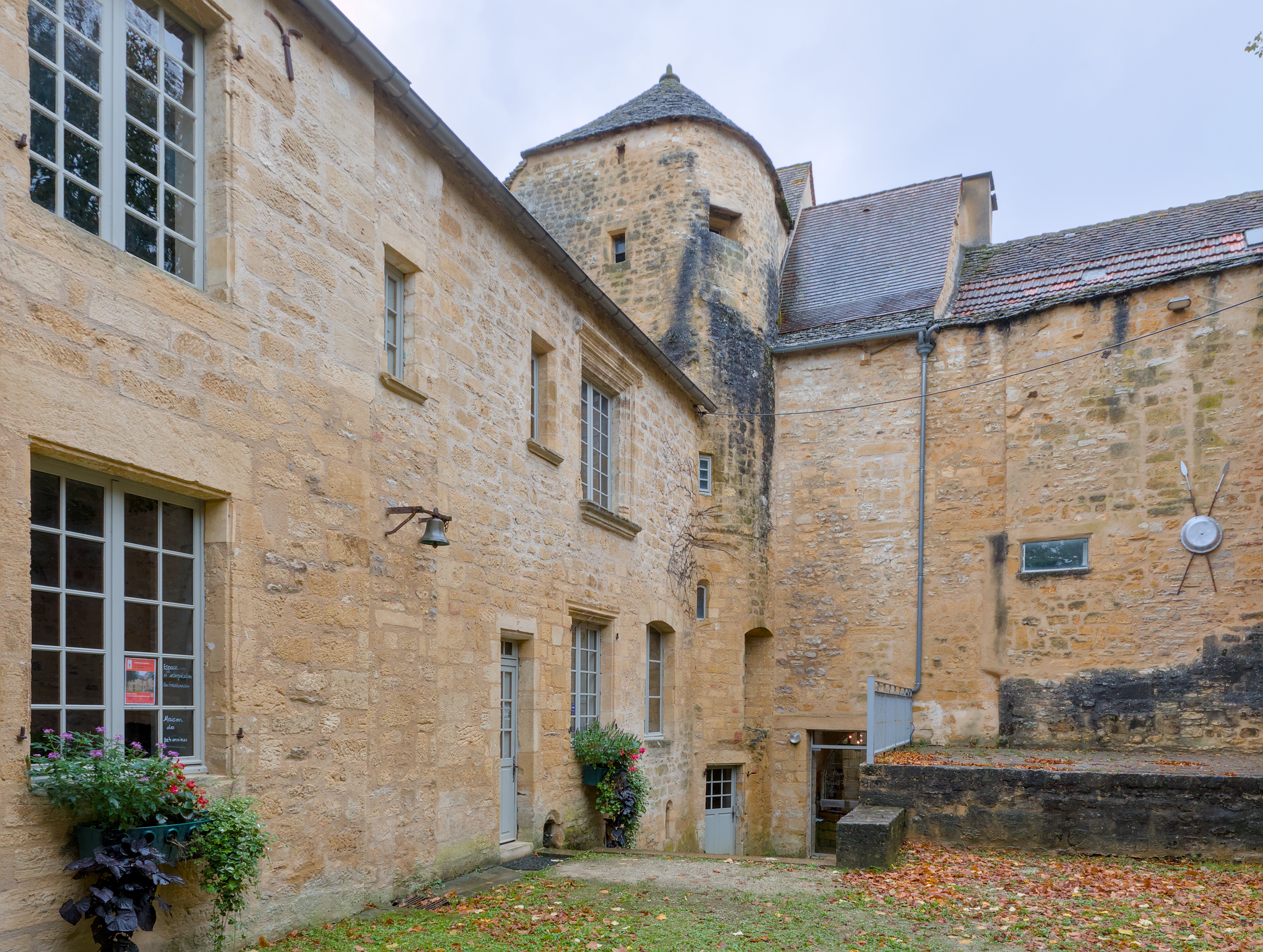
La maison du sénéchal de Gourdon.
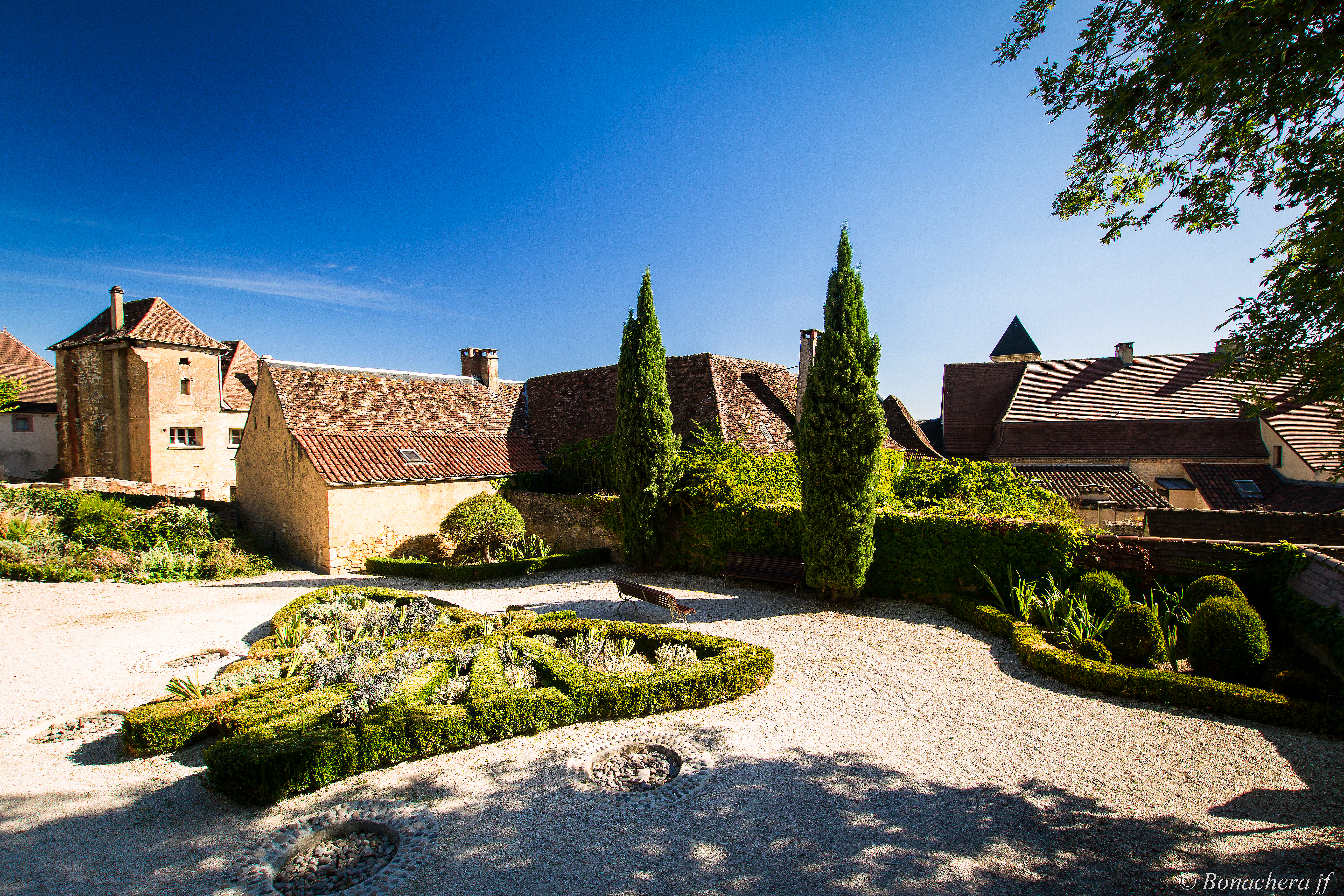
Les jardins du sénéchal.
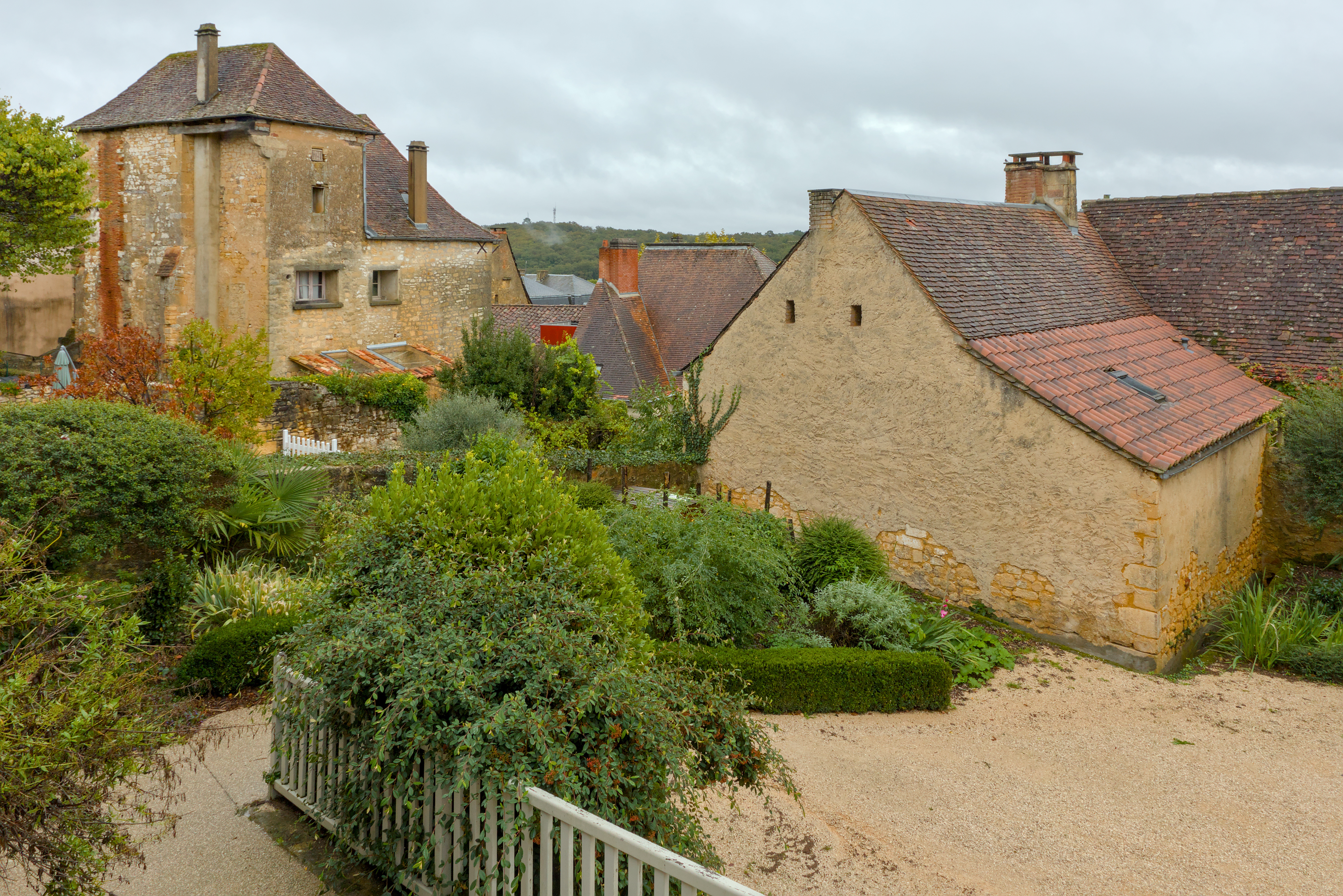
Les jardins du sénéchal.
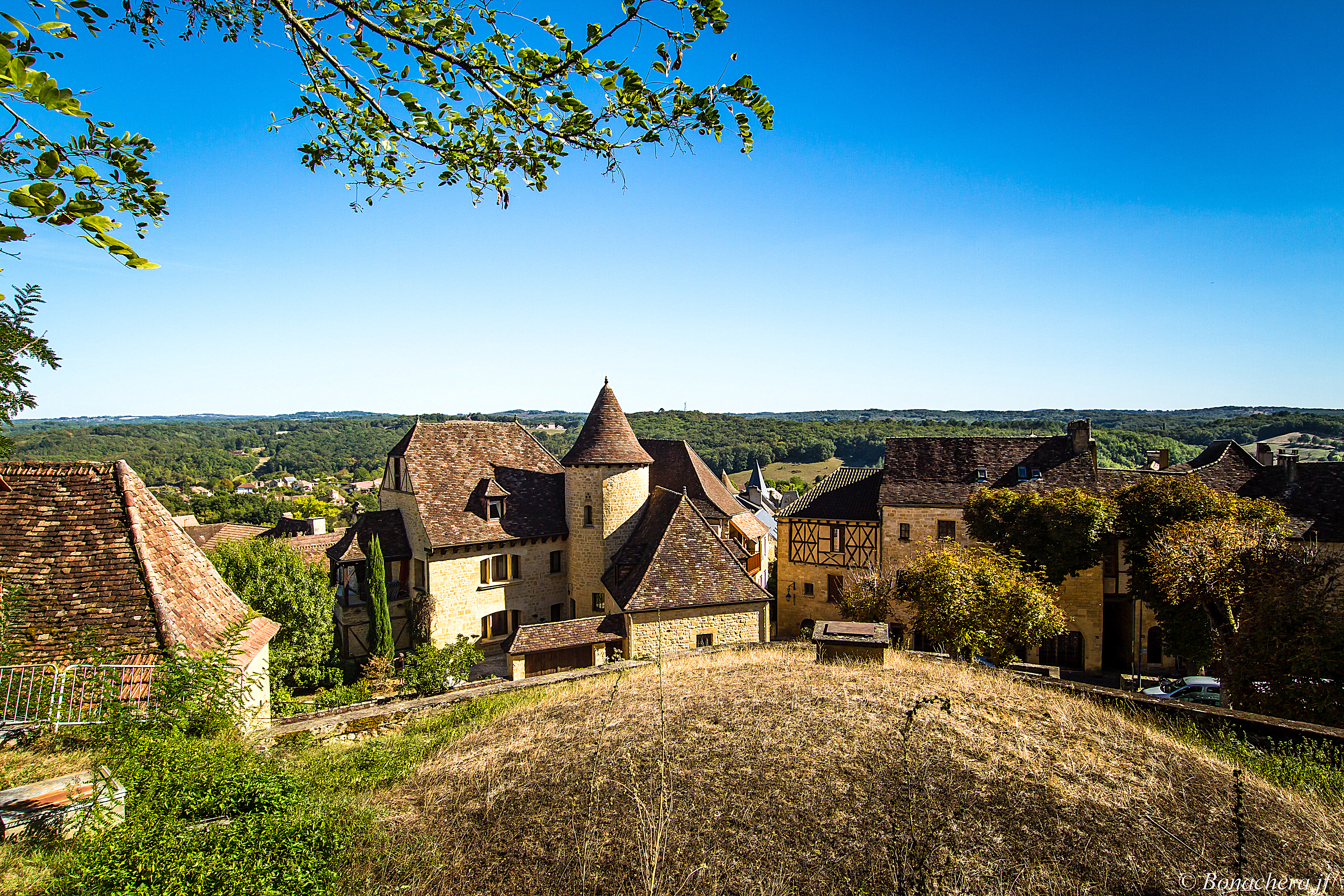
Gourdon vu depuis le belvédère.

#### Architecture religieuse
- L'église Saint-Pierre a été classé au titre des monuments historiques en 1906[53]. Plusieurs objets sont référencés dans la base Palissy[53]. a été construite de 1304 à 1510 sur la base d'une ancienne église romane ruinée à la fin du XIIIe siècle, elle domine la butte et la ville de Gourdon. Ses caractères dépouillés la rattachent à l'école gothique languedocienne. Sa nef et sa tour sud furent achevées par l'architecte médiéval Jean Deschamps. Longueur de la nef : 41 m, largeur : 11,60 m, hauteur de la voûte : 21 m, hauteur des tours : 35 m. Elle était autrefois une dépendance de l'abbaye du Vigan[54].

L'église Saint-Pierre de Gourdon
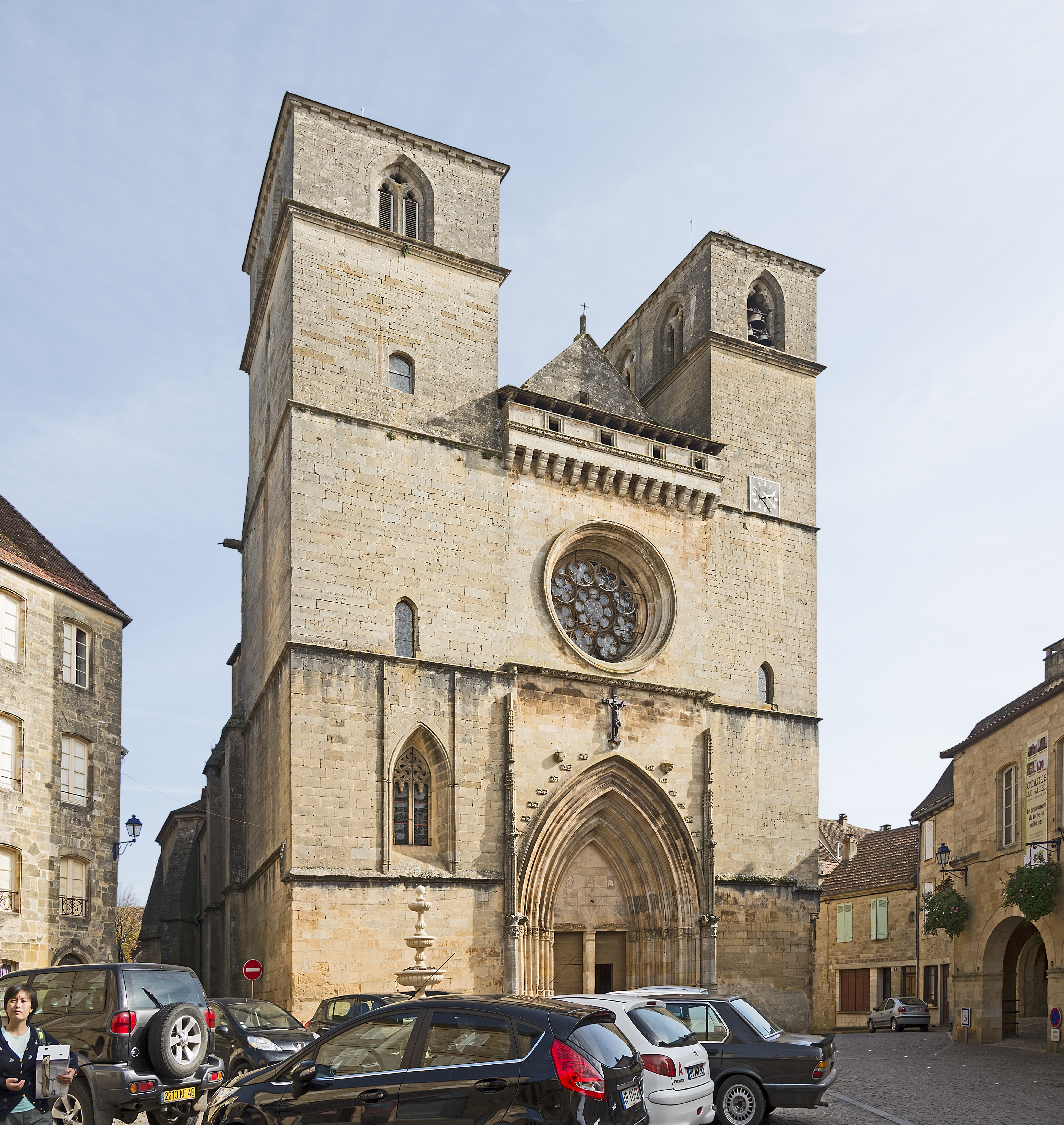
Église Saint-Pierre de Gourdon, façade.
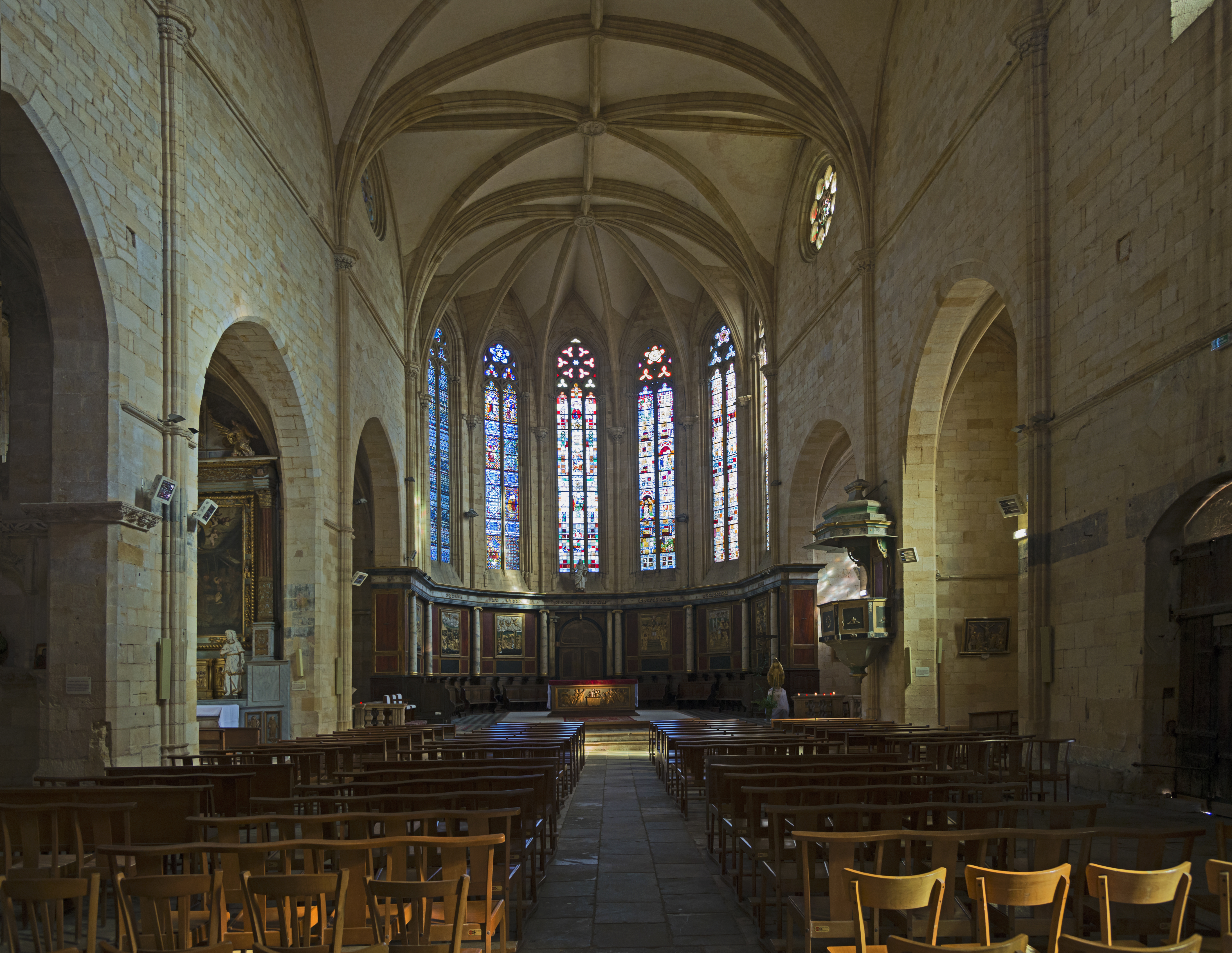
Église Saint-Pierre de Gourdon, intérieur de la nef.
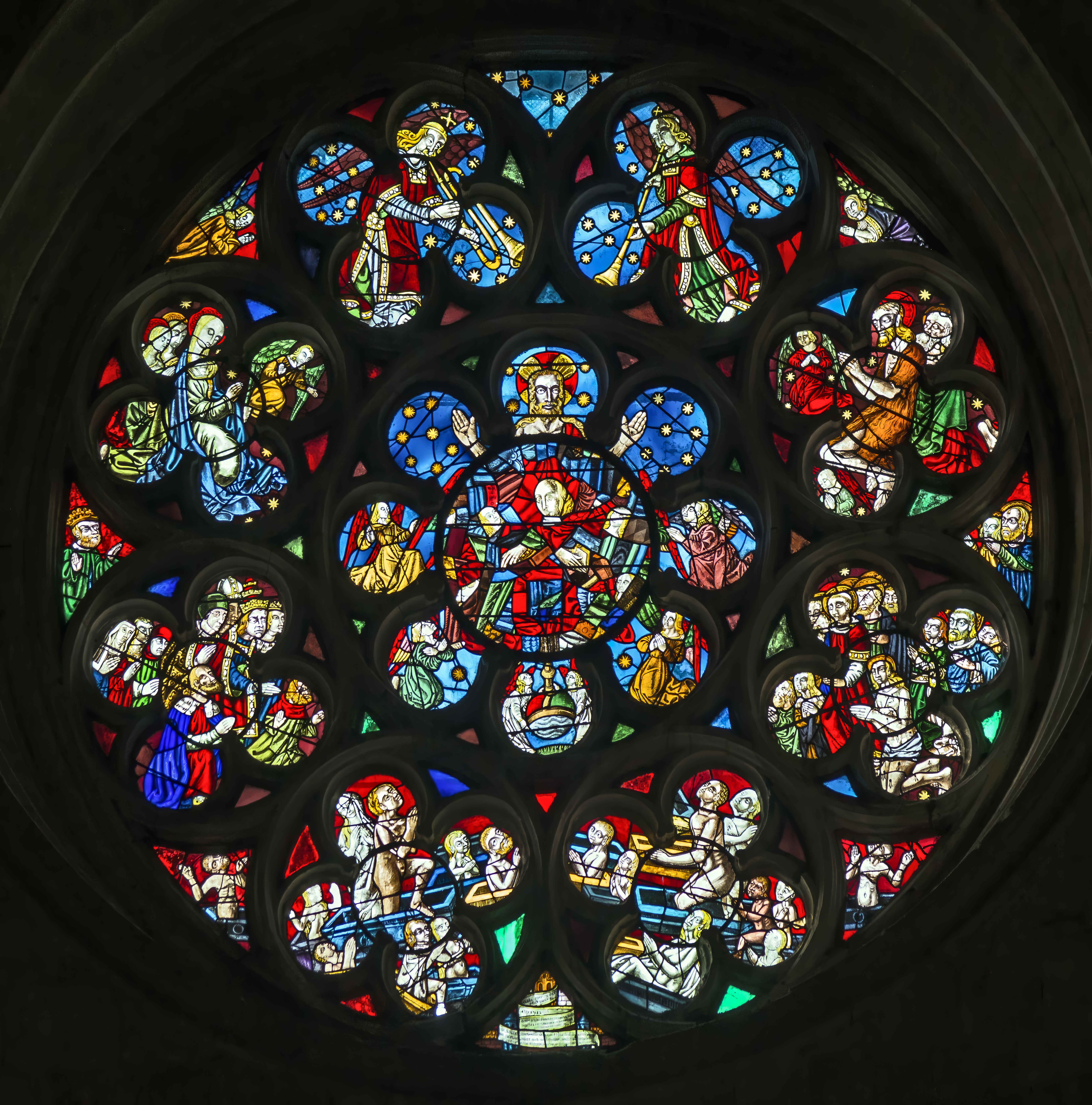
Église Saint-Pierre de Gourdon, la rosace.
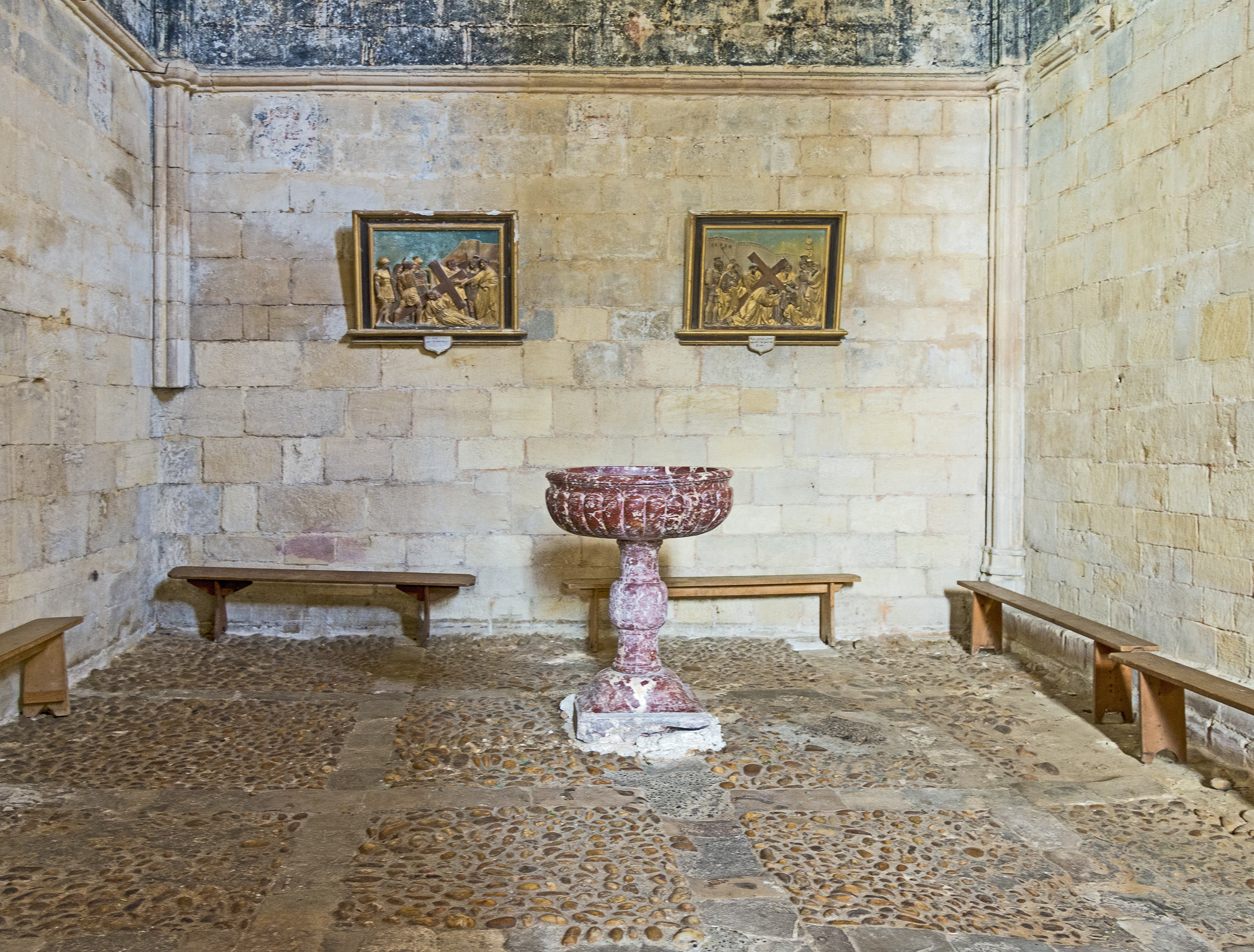
Église Saint-Pierre de Gourdon, les fonts baptismaux.
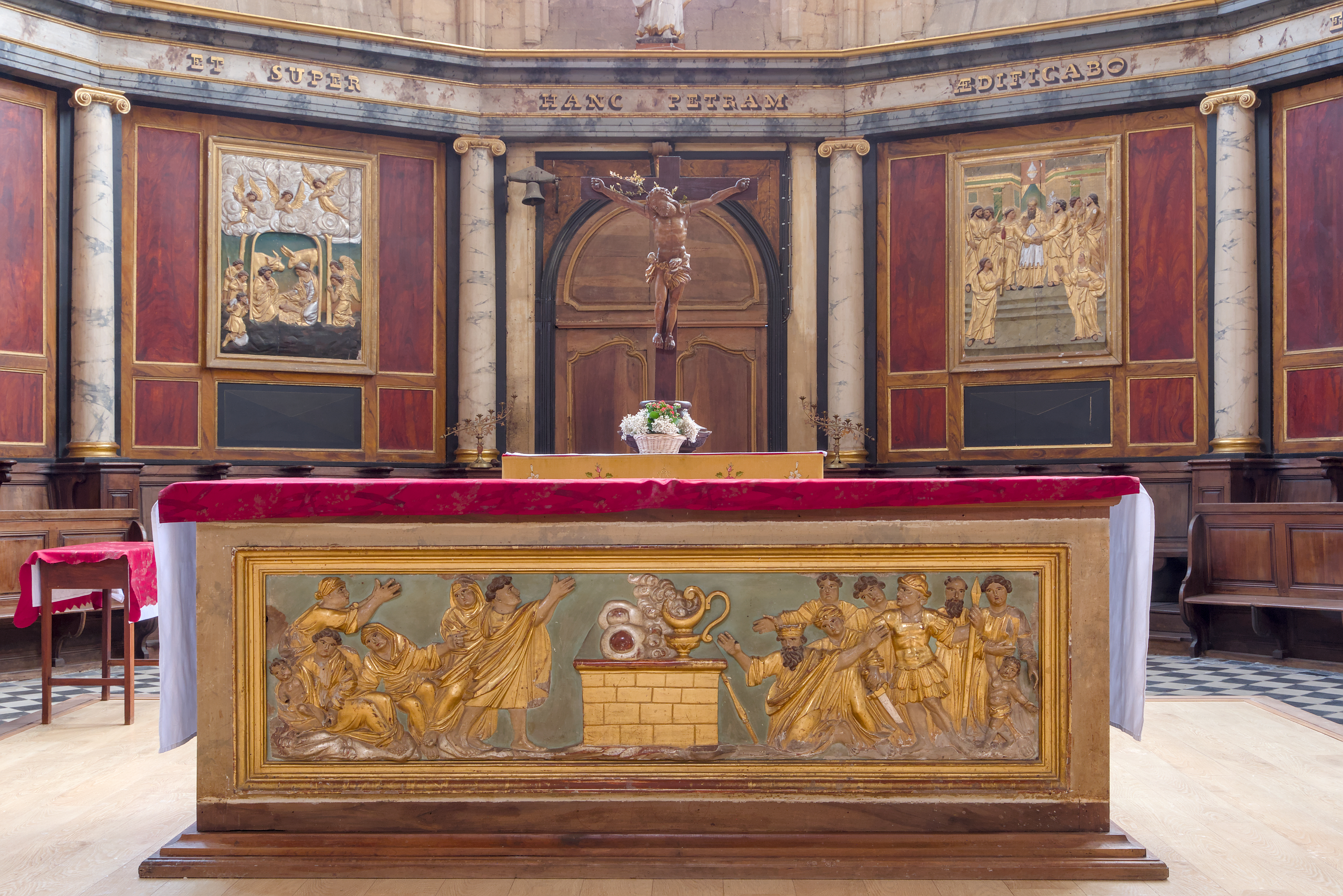
Église Saint-Pierre de Gourdon, l'autel.
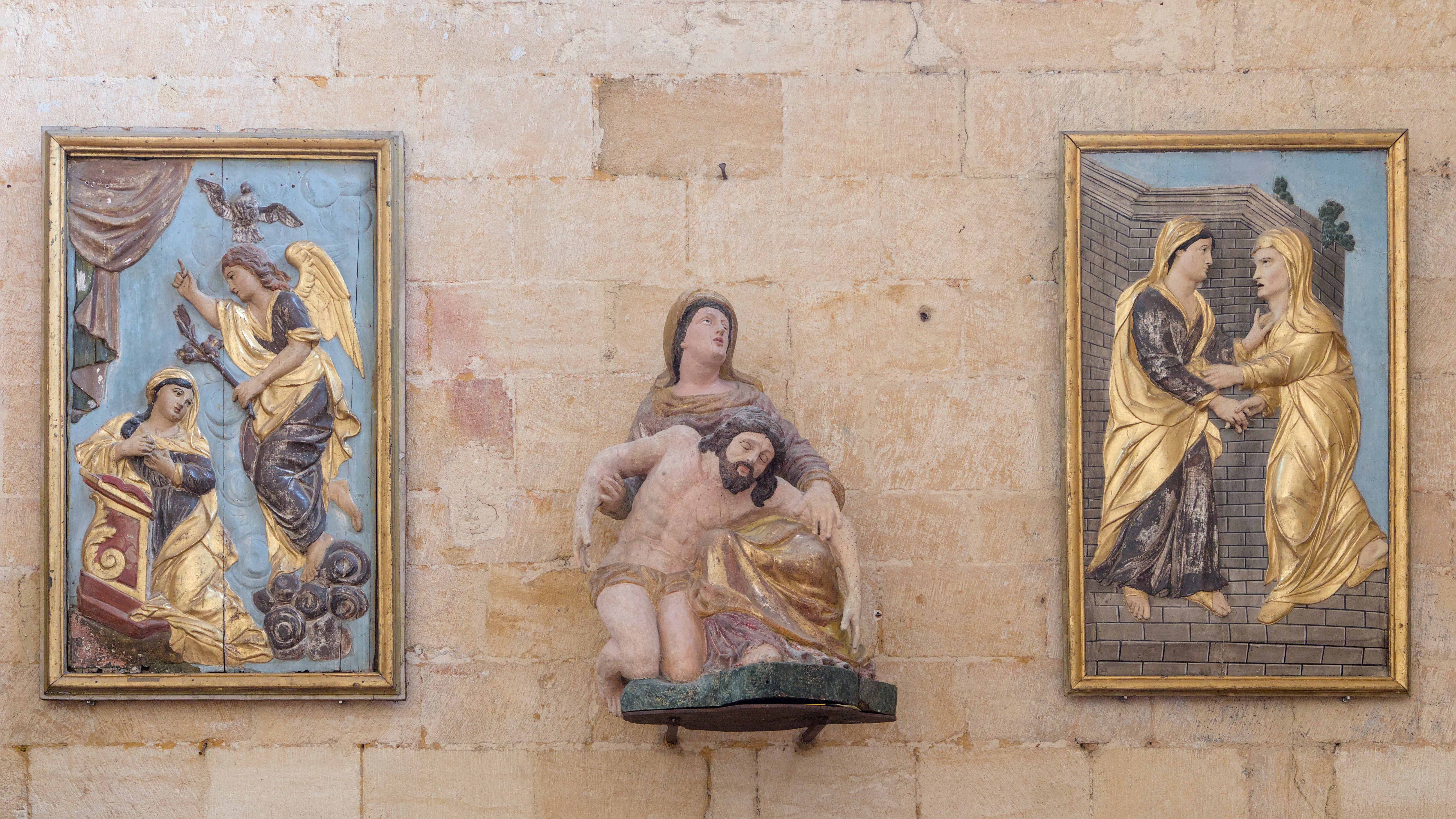
Église Saint-Pierre de Gourdon, panneaux sculptés de l'Annonciation et de la Visitation (par les sculpteurs Tournié) entourant une Pieta.

Gravement dégradée le 4 septembre 1562 lors de l'invasion des troupes protestantes du capitaine Duras, l'église Saint-Pierre fut restaurée à partir de 1608. En 1987 l'église Saint-Pierre a retrouvé ses orgues aménagées en 1887 par les frères Stoltz dans un beau buffet baroque à 5 tourelles et 4 plates-faces en chêne, et relevé par Pierre VIALLE, facteur d’orgues (1979-1987). Il est situé sous la superbe rosace XVe du jugement dernier, et comporte deux claviers et pédalier de GADEAULT (1841)

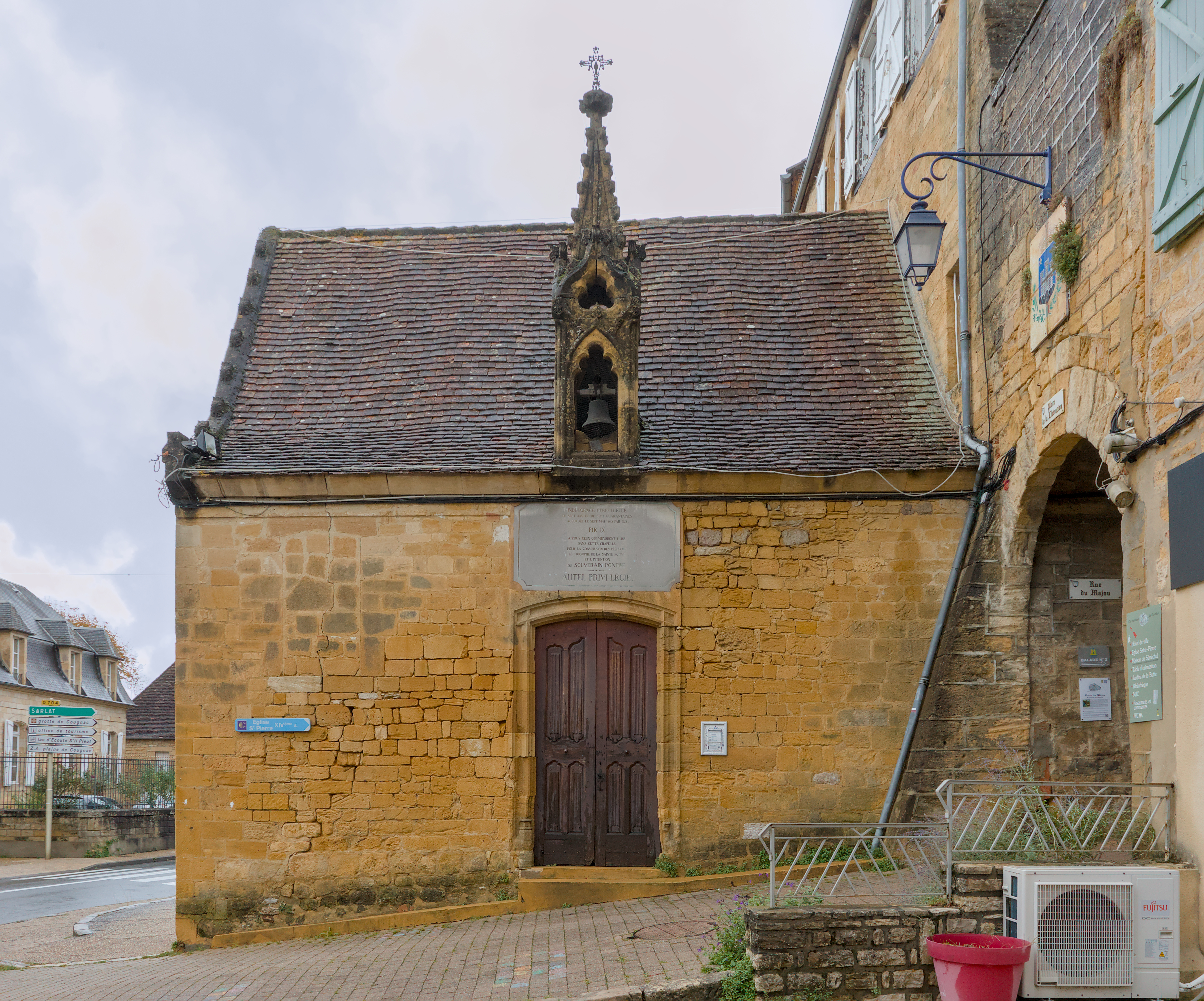
Façade de la chapelle Notre-Dame du Majou.

Elle présente de nos jours une décoration intérieure florissante laissée par l'époque baroque puis par la Restauration
De grands panneaux de bois doré polychrome réalisés par les sculpteurs Tournié (1669), consacrés à la vie de Jésus-Christ et de la Vierge Marie ;
L'Antependium (école des Sculpteurs Tournié, fin XVIIe siècle) représentant le sacerdoce de Melchisédek ;
Le Chemin de Croix en ronde-bosse de style classique ;
L'autel du Saint-Sacrement décoré par le peintre Barbieri (1833) et restauré en 2005-2006 ;
La chaire à prêcher d'époque Restauration.
- La chapelle Notre-Dame du Majou est située à l'emplacement supposé d'un oratoire ruiné en 1562, elle avait été édifiée dans la seconde moitié du XVIIe siècle, après le démantèlement des défenses de la porte. Clocheton néo-gothique du XIXe siècle. Le mobilier est attribué à l'atelier des Tournié : devant l'autel en bois doré, représentant la Naissance de la Vierge ; panneaux sculptés aux effigies de sainte Anne et saint Luc.

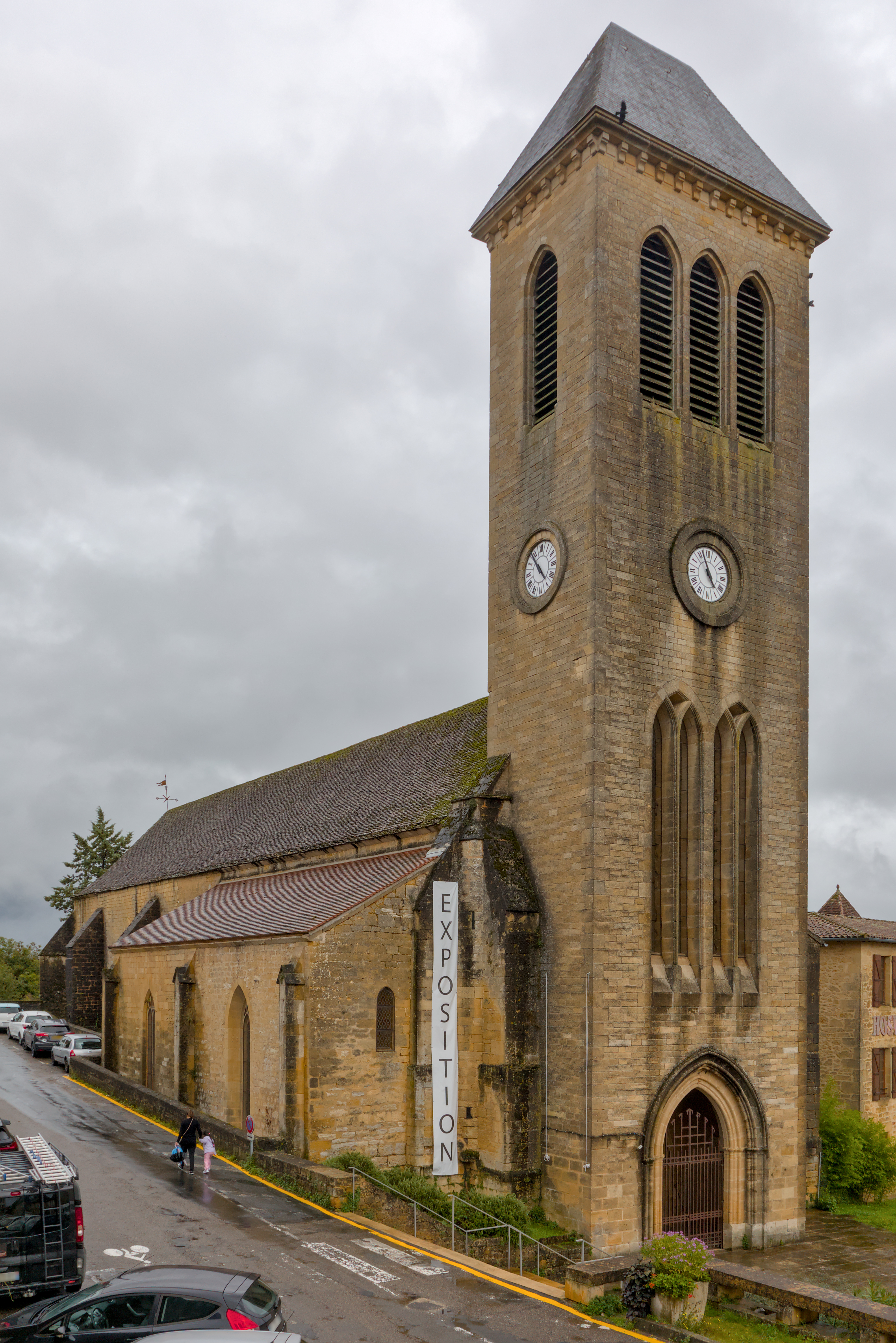
L'église des Cordeliers.

- L'église conventuelle Notre-Dame-des-Cordeliers[57],[54]. L'édifice a été inscrit au titre des monuments historiques en 1929[58]. Plusieurs objets sont référencés dans la base Palissy[58].

Elle fut édifiée entre 1251 et 1287 par les Franciscains, avec l'appui des jeunes seigneurs de Gourdon Gisbert de Thémines et Hélène de Salviac.
Elle présente un exemple admirable de l'harmonie monastique inspirée par l'esprit gothique. La première travée de la nef s'orne d'un important baptistère monolithique en grès, du XVe siècle, classé Monument historique, provenant d'une autre église, figurant le Christ en majesté entouré des douze Apôtres.
Le clocher primitif était un simple mur dans lequel pendait une cloche. Mais les paroissiens, désireux sans doute de concurrencer Saint-Pierre, prétendirent qu'ils ne l'entendaient pas sonner. On bâtit donc, en 1895, le clocher actuel pour la somme de 10 500 francs.
Désaffectée, elle sert de salle d'exposition (salon des Antiquaires, salon du Livre ancien…) et de concert.
- La chapelle Notre-Dame-des-Neiges. Le portail principal avec ses vantaux a été classé au titre des monuments historiques en 1973[59] ; La chapelle, sauf la partie classée a été inscrit au titre des monuments historiques en 1973[59],[60] Plusieurs objets sont référencer dans la base Palissy[59].

construite à la fin du XIIe siècle, la chapelle Notre-Dame-des-Neiges est un lieu de pèlerinage si important en Bouriane qu'elle est reconstruite et agrandie en 1646 par le chapitre du Vigan. Elle s'orne d'un retable baroque réalisé en 1690 par les sculpteurs Tournié de Gourdon.

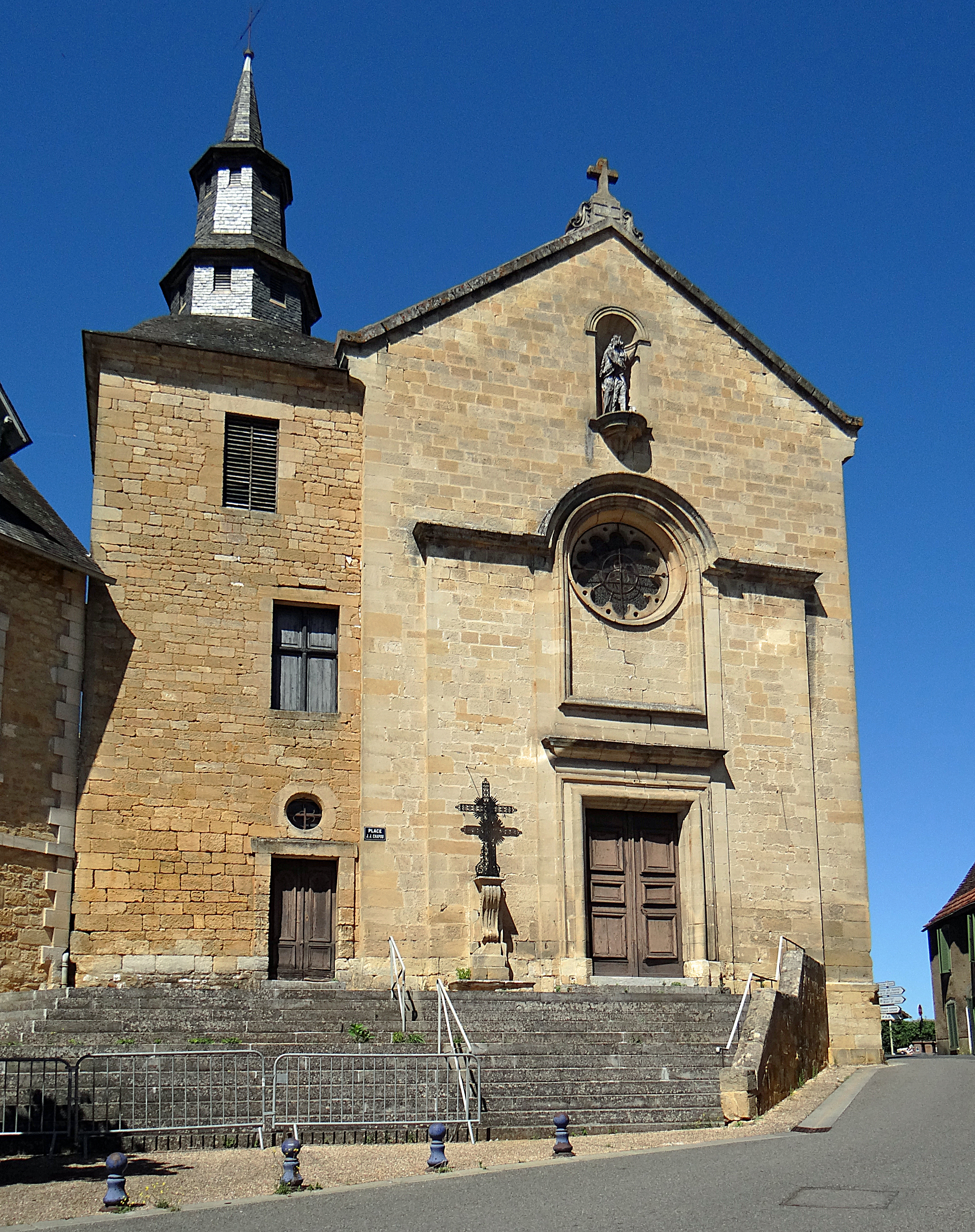
Façade de l'église Saint-Siméon-le-Stylite sur la place Jean-Jacques Chapou.

- L'église Saint-Siméon-le-Stylite, ou Saint-Siméon-de-la-Capelle : ancien oratoire de l'hôpital du faubourg de la Capelle est un édifice entièrement reconstruit au début du XXe siècle (vaisseau néo-roman, façade classique) mais elle conserve un beau campanile du XVIIe siècle.

Depuis la Terreur, l'église Saint-Siméon abrite la chaire à prêcher de l'église Notre-Dame-des-Cordeliers : cette chaire en noyer du XVIIe siècle classée Monument historique est l'œuvre des sculpteurs gourdonnais Tournié. Posée sur l'épaule d'Hercule agenouillé, elle figure les principaux mystères de la vie de saint François d'Assise.
- La Chapelle Notre-Dame de la Fontade.
- L'Église Saint-Romain de Saint-Romain. L'édifice est référencé dans la base Mérimée et à l'Inventaire général Région Occitanie[62].

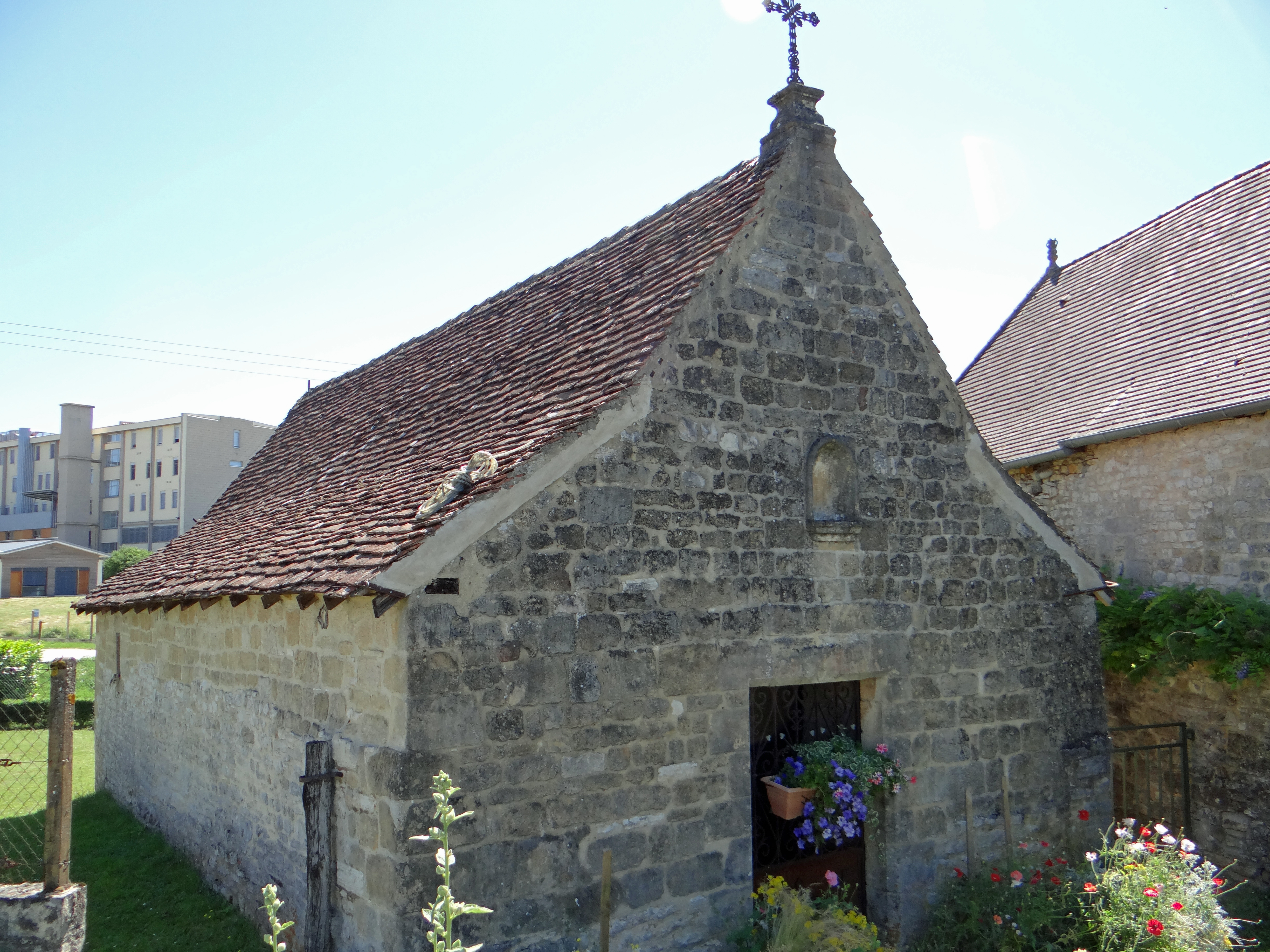
Chapelle de la Maladrerie.

- La chapelle de la Maladrerie se trouve à l'embranchement des routes de Cahors et de Salviac. Cette humble chapelle est un ancien oratoire d'une léproserie ou maladrerie qui a été fondée au XIIIe siècle. Les Consuls de la ville ont interdit tout contact entre les lépreux et la population saine pour éviter la contagion de la maladie. En 1313, un lépreux, Étienne Estèves est condamné à être brûlé vif pour avoir eu des relations sexuelles avec une femme bien portante. La léproserie traverse la guerre de Cent Ans et les guerres de religion. La régression de la lèpre au XVIIe siècle a amené les Consuls de la ville de réunir ses biens avec l'hôpital voisin dont ils étaient devenus les patrons après avoir remplacé les chanoines du Vigan. À la Révolution, les biens de la maladrerie sont vendus comme biens nationaux et achetés par J.-B. Delcamp. Sous l'Empire, la famille Delcamp obtient de la préfecture du Lot de faire de la chapelle, dédiée à la Vierge, le lieu de sépulture de la famille.

#### Patrimoine naturel
- Les Grottes de Cougnac, tout près de la ville mais sur le territoire de la commune de Payrignac, au bord de la route de Sarlat, les grottes de Cougnac, riches en concrétions, sont ouvertes au public. L'une est ornée de peintures préhistoriques d'époque gravetienne.

### Équipements culturels
Gourdon possède :
- une bibliothèque intercommunale ;
- une école de musique municipale ;
- une Maison des jeunes et de la culture (MJC) ;
- le cinéma municipal L'Atalante, avec deux salles : en collaboration avec les établissements scolaires de Gourdon, le cinéma permet aux jeunes Gourdonnais de s'initier au grand écran : une option lycéenne spécialisée a d'ailleurs été créée ;
- un Pôle Numérique déployé en 2016 par la Communauté de Communes Quercy Bouriane offrant un bouquet de services numériques et informatiques ;

### Personnalités liées à la commune

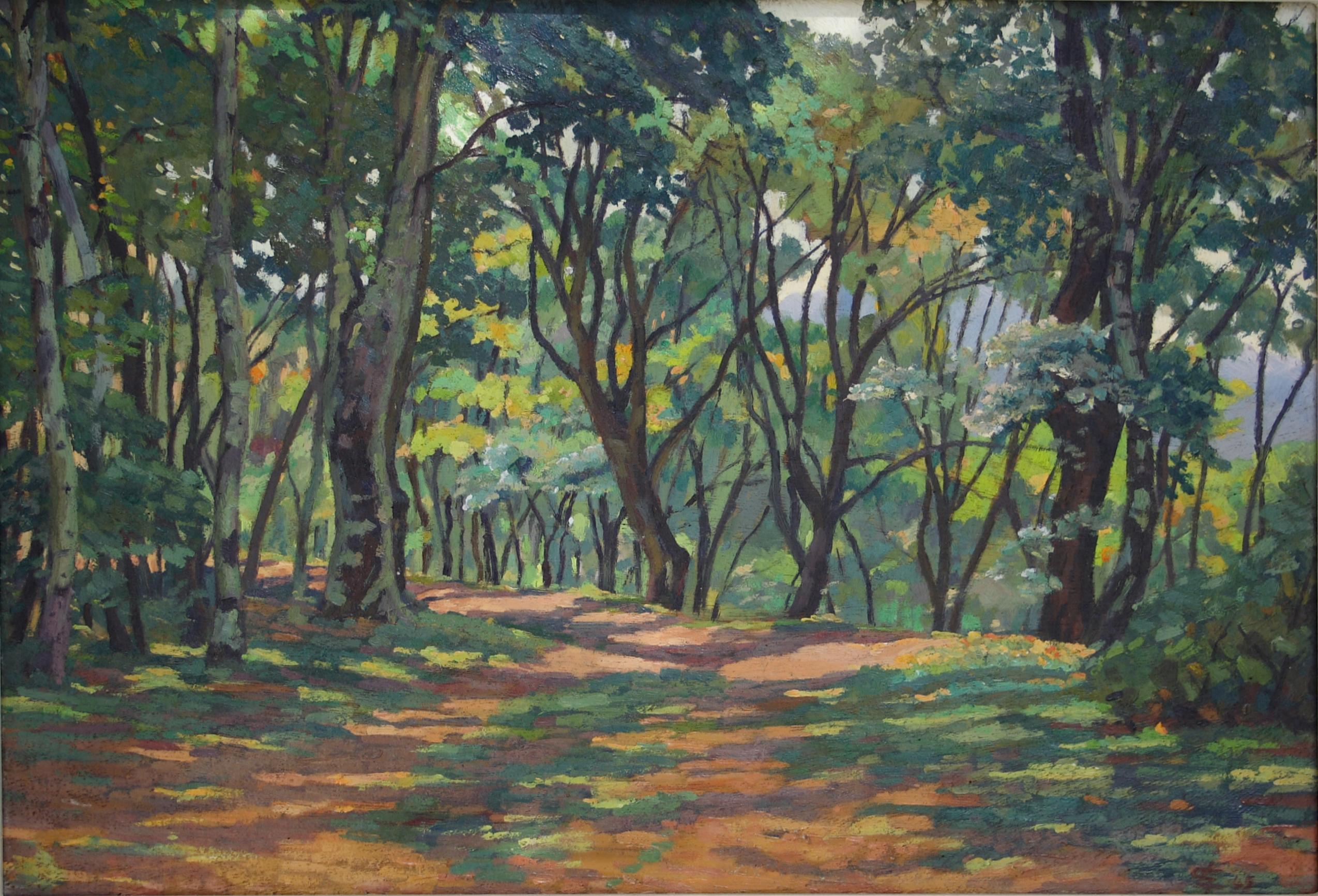
Georges-Émile Lebacq, Cougnac (1945), œuvre non localisée. Entrée de la propriété dites de « la Montagne » ou des « Chênes Verts » sous laquelle se trouvent les grottes de Cougnac.

- Ruricius (vers 440-507), évêque de Limoges originaire de Gourdon.
- Famille Ricard de Genouillac, famille noble qui reçut par legs le château de Gourdon.
- Bertrand Ier de Gourdon-Saint-Cirq dit Bertrand de Gourdon (XIIe siècle-XIIIe siècle), seigneur de Gourdon, poète occitan, troubadour et champion de tenson (joute poétique).
- Géraud III de Gourdon, un des premiers seigneurs de Gourdon.
- Famille Cavaignac famille dont une branche s'est établie à Gourdon.
- Pierre Auriol (1280-1322), théologien franciscain, né selon certains près de Gourdon.
- Guillaume Farinier (mort en 1361), ministre général des franciscains.
- Pons de Lauzières-Thémines (1553-1627), dernier seigneur de Gourdon, maréchal de France.
- Famille Tournié (sculpteurs) (XVIIe – XVIIIe siècles), artisans et artistes gourdonnais représentants de la sculpture baroque occitane.
- Jean-Baptiste Cavaignac (1762-1829), constitutionnel, né à Gourdon.
- Jacques Marie Cavaignac (1773-1855), général des armées de la République et de l'Empire (nom gravé sous l'Arc de Triomphe).
- Pierre Pélissier (1814-1863) poète sourd, auteur du dictionnaire de la langue des signes.
- Gustave Larroumet (1852-1903), historien d'art, écrivain et haut fonctionnaire, né à Gourdon.
- Edmond Albe (1861-1926), historien et spéléologue, enseigna au petit séminaire de Gourdon pendant la première guerre mondiale.
- Augustin Cabanès (1862-1928), médecin, journaliste et historien de la médecine, né à Gourdon.
- Jules Lafforgue (1873-1947), poète connu sous le pseudonyme de Pierre Calel, né à Gourdon.
- Olympe Dupas (1876-1932), violoniste, professeur de musique, chef d'orchestre, directeur des sociétés musicales de Gourdon (1900-1927), fondateur du kiosque à musique de Gourdon.
- Georges-Émile Lebacq (1876-1950), peintre belge post-impressionniste, vécut à Gourdon puis à Cougnac avant et pendant la Seconde Guerre mondiale.
- Marc Baudru (1899-1978), maire de Gourdon de 1944 à 1971, sénateur du Lot de 1955 à 1958.
- Maurice David-Darnac (1913-1983), journaliste, homme politique et historien français mort à Gourdon.
- Léo Ferré (1916-1993) y vécut à proximité, à Saint-Clair, au château de Pechrigal ; la cité scolaire de Gourdon porte son nom.
- Jean-Pierre Dannaud (1921-1995), membre du Conseil d'État, maire de Gourdon.
- Jean-Paul Planchou (1948), homme politique, né à Gourdon.
- Jean Milhau (1929), homme politique français, sénateur du Lot.

## Héraldique
| Blason de Gourdon | Blason  | Le blasonnement en est : « De gueules, à cinq gourdes d'or posées en sautoir. »                                                                        |
| Blason de Gourdon | Détails | Le statut officiel du blason reste à déterminer. |
| Blason de Gourdon | Alias   | D'azur au château de trois tours d'argent, maçonné de sable, sur un rocher de sept coupeaux de sinople, accompagné à dextre du chef d'une étoile d'or. |